# John Lennon
Vous lisez un « article de qualité » labellisé en 2010.
Pour les articles homonymes, voir Lennon.
John Lennon (/d͡ʒɒn ˈlɛnən/), né le 9 octobre 1940 à Liverpool et mort assassiné le 8 décembre 1980 à New York, est un auteur-compositeur-interprète, guitariste, multi-instrumentiste, écrivain et militant pacifiste britannique.
Il est le fondateur des Beatles, groupe musical anglais au succès planétaire dans lequel il forme, avec Paul McCartney, l'un des tandems d'auteurs-compositeurs les plus influents et prolifiques de l'histoire du rock, ayant écrit plus de deux cents chansons.
Adolescent, influencé par ses idoles américaines du rock 'n' roll, il est porté par la vague de musique skiffle à Liverpool et fonde en 1957 le groupe The Quarrymen qui deviendra les Beatles après avoir recruté Paul McCartney et George Harrison, rejoints en 1962 par Ringo Starr. Des albums Please Please Me en 1963 à Let It Be en 1970, les Beatles deviennent un phénomène de l'histoire de l'industrie discographique, introduisant innovations musicales, mélangeant les genres et les influences avec une audace et une sophistication inédites. John Lennon occupe une place centrale dans cette réussite populaire, critique et commerciale. Des dissensions mettent fin aux Beatles en 1970.
Accompagné depuis 1968 de son épouse Yoko Ono, artiste japonaise d'avant-garde, John Lennon entame une carrière solo et en duo. Ils deviennent des artistes engagés parmi les plus médiatisés, aussi bien pour leur art que pour leur engagement politique. Ils créent le Plastic Ono Band, groupe variable où interviennent des amis sur scène ou en studio. En 1971, John Lennon compose une chanson emblématique, Imagine ; l'album du même nom est son plus grand succès commercial en solo. Lennon se retire en 1975 de toute activité publique pour s'occuper de son fils Sean, puis revient à la musique en 1980, mais est assassiné devant sa résidence du Dakota Building à New York par Mark David Chapman, atteint de troubles psychotiques.
Outre sa musique, Lennon est célèbre pour ses prises de position pacifistes, à la fin des années 1960. Ses activités et son engagement, notamment contre la guerre du Viêt Nam, lui valent des ennuis avec le gouvernement des États-Unis, qui tente de l'expulser. Personnalité complexe, d'un humour acerbe, teinté d'absurde et de non-sens, il connaît d'abord une époque conflictuelle voire violente, puis change avec le succès. Il pratique la peinture et l'écriture, joue dans quelques films, et réalise des courts métrages expérimentaux.
Longtemps après sa mort, il reste l'un des artistes les plus populaires du XXe siècle. Il s'est vendu plus de 72 millions de ses disques en « équivalent album ». Il incarne le mouvement pacifiste peace and love des années 1960 et 1970. Un rassemblement commémoratif a lieu à New York chaque 8 décembre, jour de sa mort, et plusieurs monuments ont été érigés de par le monde. L'aéroport de Liverpool porte son nom depuis 2002.

## Biographie

### Enfance et adolescence (1940–1956)

#### Naissance et situation familiale
John Winston Lennon, fils d'Alfred « Alf » Lennon (en) et de Julia Stanley, naît le mercredi 9 octobre 1940 à la maternité-hôpital d'Oxford Street, à Liverpool. (Contrairement à ce qui était écrit dans la biographie de Hunter Davies (en), il n'y eut pas de raid de l'aviation allemande cette nuit là.) John tient son premier prénom de son grand-père John « Jack » Lennon, et son deuxième prénom, Winston, lui est donné en hommage au Premier ministre britannique Winston Churchill. Jack Lennon, né en 1855 à Dublin et mort en 1921, était chanteur de métier (le nom Lennon est la version anglicisée du nom irlandais Ó Leannáin). Il a longtemps vécu aux États-Unis avant de revenir à Liverpool, où Alf Lennon est né. Orphelin, celui-ci reçoit une bonne éducation et quitte l'école à quinze ans. Il travaille un an comme garçon de bureau puis s'engage dans la marine marchande. Il se met aussi à fréquenter Julia Stanley, malgré le désaccord de la famille de la jeune fille, et ils finissent par se marier en 1938. Ils habitent une maison sur Newcastle Road, dans le faubourg de Penny Lane, mais il est fréquemment éloigné de la maison familiale. Deux ans plus tard, Julia donne naissance à John, alors qu'Alf est en mer.
Alf s'absente une bonne partie de l'année 1943, arrêtant de subvenir aux besoins de sa femme et de son fils, puis revient l'année suivante. Il propose alors de s'occuper de sa famille, mais Julia, enceinte d'un autre homme, refuse. Sa sœur Mary Elizabeth « Mimi » Smith (en) ayant porté plainte auprès des services sociaux, Julia doit lui confier la garde de John qui a alors trois ans. Mimi Smith déclare par la suite : « J'ai su au moment où j'ai vu John à l'hôpital que j'étais celle qui serait sa mère, et pas Julia. Est-ce que cela est horrible à dire ? Pas vraiment, car Julia a considéré ça comme quelque chose de totalement naturel. Elle disait souvent que j'étais sa vraie mère, qu'elle n'avait fait que lui donner le jour. » Mimi rapporte également que tous les trois avaient discuté et s'étaient mis d'accord pour qu'elle adopte officiellement le petit John, mais cette décision ne s'est jamais concrétisée. Quand naît le second enfant de Julia, une fille d'abord prénommée Victoria, elle la confie à l'Armée du salut en vue de la faire adopter. Plusieurs années plus tard, John Lennon essaie, sans succès, de retrouver la trace de cette demi-sœur, devenue Ingrid avec le nouveau prénom que lui ont donné ses parents adoptifs, et Pedersen par son mariage. Elle publiera ses mémoires après la mort de John. La deuxième demi-sœur de Lennon, prénommée Julia comme sa mère, fait de même dans deux livres, d'abord en 1988, puis en 2007.
En juin 1946, Alf vient chercher John chez sa belle-sœur pour passer du temps avec son fils à Blackpool, avant d'émigrer en Nouvelle-Zélande. Ses finances sont au beau fixe, notamment grâce au marché noir d'après-guerre. Bien qu'on lise souvent que John, âgé de cinq ans, a dû choisir entre ses deux parents sur les quais de Blackpool, en réalité, Alf accepte de laisser son fils en Angleterre sachant bien que Julia et Mimi prendront mieux soin de lui. De retour à Liverpool, il est confié définitivement à sa tante et perd tout contact avec son père pendant vingt ans, jusqu'au plein essor de la Beatlemania,. Lennon a vécu toute son enfance et son adolescence entouré de femmes : sa mère et les quatre sœurs de celle-ci. Mais, de neuf à seize ans, il a aussi la chance de vivre parmi une ribambelle de cousins et cousines, parmi lesquels Stanley Parkes et Leila, avec qui il effectue de nombreuses sorties joyeuses, séances de cinéma et même des voyages, les trois ensemble ou seulement avec Stanley, plus âgé que lui de sept ans.

#### Jeunesse chez «Mimi» Smith

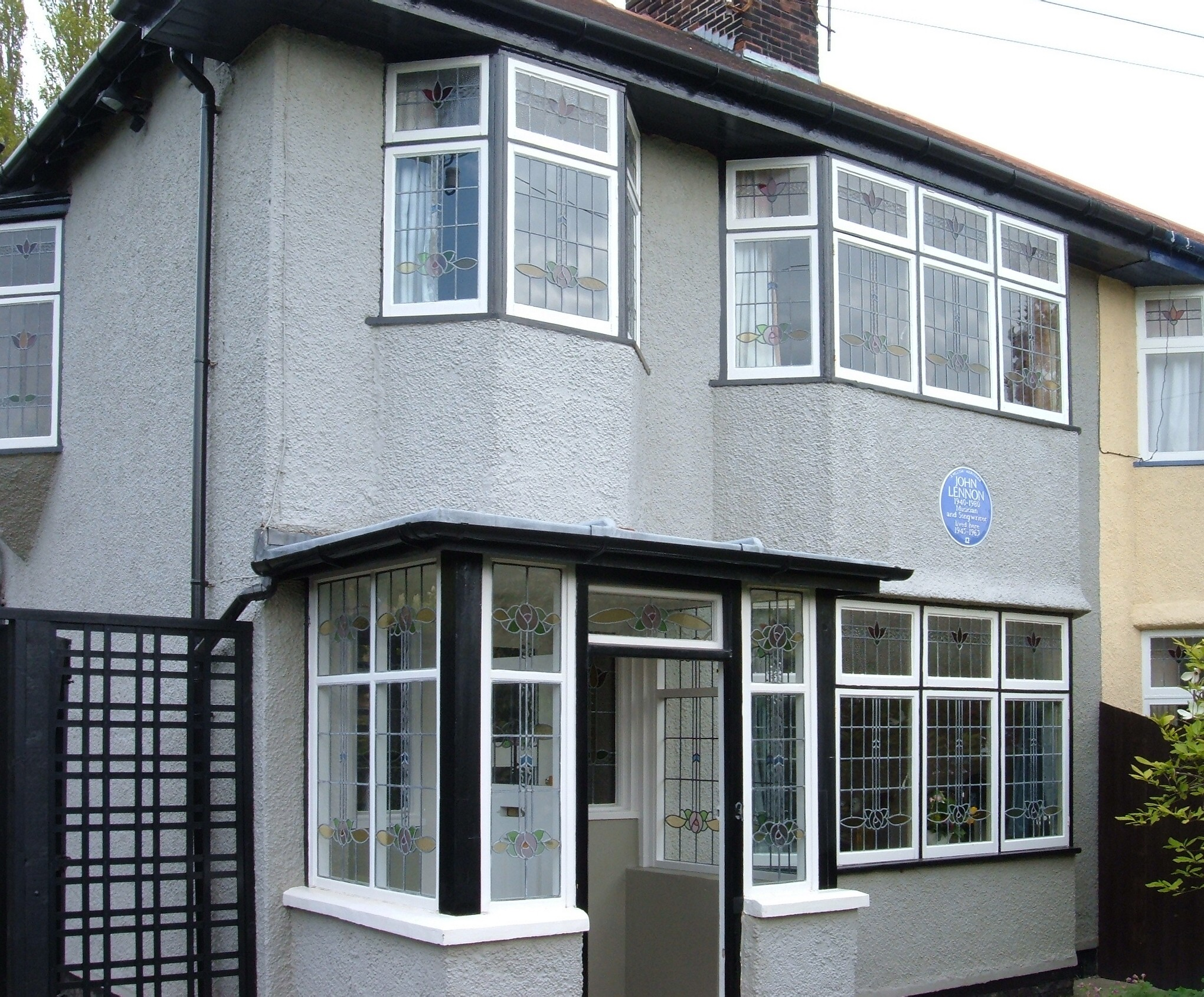
« Mendips », la maison d'enfance de John Lennon.

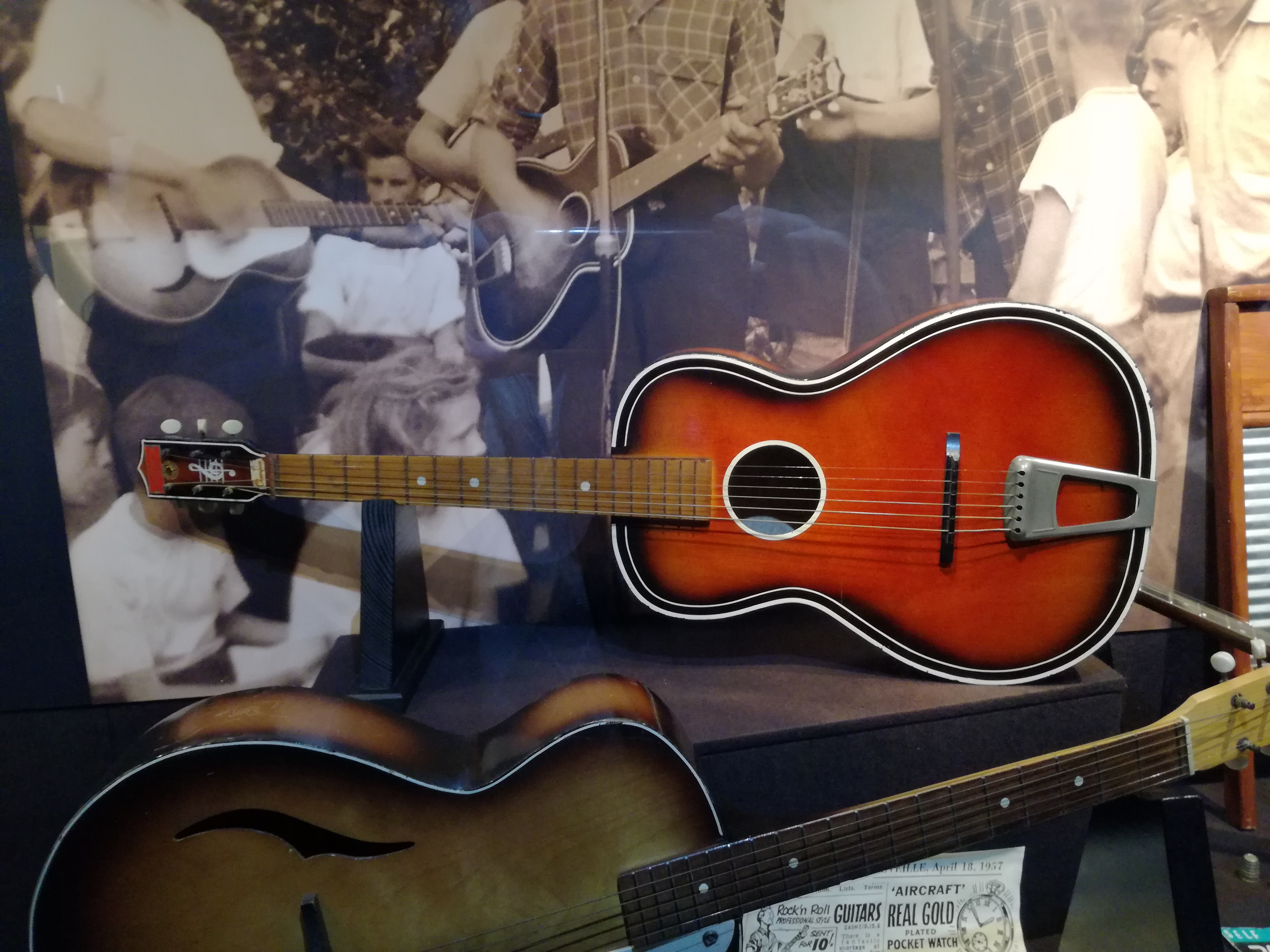
La guitare Gallotone de Lennon.

John part habiter Woolton, un autre quartier de Liverpool, chez sa tante Mimi et son oncle George Smith, au 251 Menlove Avenue, dans une maison surnommée « Mendips ». Il y passe le reste de son enfance et son adolescence. Des quatre Beatles, il est le mieux placé dans l'échelle sociale, vivant dans une maison en banlieue avec un jardin. Lennon est éduqué dans la tradition anglicane ; il va au catéchisme et fait même sa communion, de son plein gré, à quinze ans. Il fréquente tout d'abord l'école primaire de Dovedale, où il apprend à lire et à écrire en cinq mois, aidé par son oncle George. John se révèle être un enfant très curieux et doué pour la littérature. Il invente des chansons à partir des comptines qu'on lui apprend à l'école. Il se crée alors un univers proche de son roman préféré, Les Aventures d'Alice au pays des merveilles, dont il dessine tous les personnages,. Pendant toute sa scolarité, Lennon est un meneur turbulent qui se bagarre avec les autres enfants de son école et ceux de son quartier. Il explique : « J'adorais Le Vent dans les saules. Quand j'avais lu un livre, il fallait que ça devienne vrai. C'est pour ça que je voulais être meneur à l'école. Pour que les autres jouent aux jeux qui me plaisaient, comme dans ce que je venais de lire. » S'il oublie assez vite son père, Lennon pense souvent à sa mère, qu'il voit de temps à autre.
De 1952 à 1957, il fréquente le lycée de Quarry Bank, établissement de banlieue proche, et de bonne réputation. Dès le premier jour, il est impressionné par le nombre d'élèves et par la difficulté que cela présage pour s'imposer. Son agressivité et les bagarres persistent au lycée : « Je voulais être admiré. Je voulais être le patron. Ça me plaisait davantage que de faire le petit bourgeois. » Mais John est plein d'humour, et fait des bandes dessinées comiques, ; il écrit des poèmes grivois et dessine des dessins obscènes, qui lui valent des ennuis. Ses mauvais résultats empirent chaque année, ce qu'atteste un professeur sur le bulletin de troisième : « Sans espoir. Plutôt le clown de la classe. Un bulletin épouvantable. Fait perdre leur temps aux autres élèves. » L'année suivante, il est dirigé vers les classes plus faibles, la « filière C ». John en éprouve de la honte, mais ne se met pas à travailler pour autant, n'ayant pas envie de « se mesurer aux débiles ». Il entraîne d'ailleurs son ami Pete Shotton sur la mauvaise pente. Il échoue de peu au General Certificate of Education (l'équivalent du brevet des collèges), compromettant ainsi son avenir. Toutefois, il reçoit l'aide de M. Pobjoy, un nouveau professeur qui s'est attaché à lui. Pobjoy lui permet d'entrer aux Beaux-Arts, le sachant doué pour le dessin ; la tante Mimi approuve l'idée. Lennon a pourtant raté l'épreuve de dessin au brevet : « Il fallait faire quelque chose sur le thème du voyage. Je leur ai dessiné un bossu, plein de verrues. Faut croire que ça ne leur a pas plu. »
En juin 1955, l'oncle George meurt d'une hémorragie, alors que Lennon va avoir quinze ans ; il s'entendait bien avec lui et, même s'il n'en montre rien, sa tante affirme que sa mort l'a choqué. Lennon vit donc seul avec Mimi. Sa mère lui rend des visites presque quotidiennes et lui-même, en grandissant, va souvent la voir ; elle l'héberge lorsqu'il se dispute avec sa tante. Julia est alors son alliée dans la quête d'indépendance et de rébellion de son fils, raillant les parents et les professeurs qui le briment au lycée. Il voit ainsi sa mère davantage comme une jeune tante ou comme une grande sœur. Par sa personnalité, John lui ressemble. Julia joue aussi un rôle dans son éducation musicale en lui offrant sa première guitare, une Gallotone Champion acoustique bon marché. Elle lui apprend le banjo et la première chanson qu'il joue serait soit Ain't That a Shame de Fats Domino, soit That'll Be the Day de Buddy Holly.
Les premiers disques de rock 'n' roll américains parviennent rapidement aux oreilles des jeunes de Liverpool, et de son propre aveu, John Lennon « passe à côté de la période Bill Haley ». Mais en 1956, il entend Heartbreak Hotel d'Elvis Presley, et, explique-t-il, « ça a été la fin du monde ». Il déclare ainsi, à propos du King : « Rien ne m'a vraiment touché jusqu'au jour où j'ai entendu Elvis. S'il n'y avait pas eu Elvis, il n'y aurait pas eu les Beatles. Je suis un fan d'Elvis parce que c'est lui qui m'a permis de quitter Liverpool. Dès que je l'ai entendu et que je l'ai aimé, ça a été toute ma vie. Il n'a plus rien existé d'autre. Je ne pensais plus qu'au rock 'n' roll. À part le sexe, la bouffe et l'argent — mais c'est la même chose, en fait,. »

### Début de carrière (1956–1962)

#### Les Quarrymen
Alors que John Lennon, désormais fou de rock 'n' roll, est au lycée de Quarry Bank, la vague du skiffle déferle sur Liverpool. Lui vient alors l'idée de former un groupe avec son ami Eric Griffith, ce qui les pousse à prendre des leçons de guitare, rapidement abandonnées par Lennon. À 16 ans, en novembre 1956, il fonde, avec Griffith, Pete Shotton, Nigel Walley et Ivan Vaughan, le groupe des Quarrymen, qui se produit dans de petites fêtes paroissiales. C'est durant l'une d'elles, le 6 juillet 1957, qu'Ivan Vaughan présente Paul McCartney à John. Le jeune Paul, âgé de quinze ans et gaucher, l'impressionne en lui jouant les accords de la chanson Twenty Flight Rock d'Eddie Cochran. Lennon résume ainsi cette rencontre cruciale : « C'est à partir du jour où j'ai rencontré Paul que les choses se sont mises à avancer. » Le père de Paul commence par penser que Lennon est une mauvaise fréquentation pour son fils, mais il finit rapidement par accepter que les Quarrymen répètent chez lui, et le duo commence à travailler ensemble,. Dès 1957, ils écrivent leurs premières chansons, comme Hello Little Girl, qui devient par la suite une des chansons phares du groupe The Fourmost, ou encore One After 909 que l'on retrouve bien des années plus tard sur l'album Let It Be. « Nous avions l'habitude de sécher les cours et de retourner chez moi à Forthlin Road, pour composer. Il y a beaucoup de chansons de cette époque que nous n'avons jamais utilisées, parce que ce sont des chansons très simples », se souvient Paul McCartney. La tante Mimi se montre très sceptique au sujet d'une éventuelle carrière musicale de son neveu, lui répétant souvent que « la guitare, c'est très bien, mais tu ne pourras jamais vivre de ça ». Quelques années plus tard, alors que les Beatles sont au sommet de la gloire, John offre ainsi à Mimi un plateau d'argent sur lequel est gravée cette phrase.
Lennon fréquente le Liverpool College of Art à partir de l'automne 1957, section arts et lettres, ce qui ne lui plaît pas ; rétrospectivement, il pense qu'il aurait dû étudier l'illustration ou la peinture. Il arbore à cette époque un style de Teddy Boy, porte des vestes en cuir, et se fait connaître de tous comme un rebelle peu recommandable. Aux Beaux-Arts, il se lie d'amitié avec Stuart Sutcliffe et rencontre sa future épouse Cynthia Powell,. Distrait, John oublie très souvent d'apporter son matériel de dessin et n'hésite pas à lui emprunter crayons et pinceaux. Un jour où il est venu en cours avec sa guitare, il lui chante la ballade américaine Ain't She Sweet. Powell, quant à elle, se teint les cheveux en blond après avoir entendu Lennon complimenter une fille aux cheveux blonds. Cependant, il se montre insolent et inattentif durant les cours, au point d'être refusé par certains enseignants,. Ayant échoué à un examen, il quitte l'établissement avant la fin de son année.
Outre leur passion de la musique, John et Paul partagent bientôt un point commun, qui tisse un lien très fort entre eux : la perte de leur mère. Moins de deux ans après la mort de Mary McCartney, Julia est renversée par une voiture, le 15 juillet 1958, à deux pas de « Mendips ». John vit la mort de sa mère comme un grand traumatisme, le plongeant dans l'amertume : « Je l'avais perdue deux fois. La première quand on m'avait envoyé chez ma tante. Et la seconde à 17 ans, quand elle est vraiment, physiquement morte. Ça m'a rendu très, très amer. » Il ne se remet jamais de cette disparition, lui consacrant plusieurs chansons par la suite.
Au sein des Quarrymen, John Lennon jouit d'une autorité certaine sur les autres, en raison de son âge comme de ses excès. Sur sa position dans le groupe, Paul McCartney déclare : « On admirait tous John. C'était le plus âgé et c'était plutôt lui le chef. C'était l'esprit le plus vif, le plus intelligent et tout ce genre de choses,. » Le look de Lennon est, à l'époque, très influencé par Elvis Presley et Marlon Brando. En février 1958, McCartney le convainc d'inclure son ami George Harrison dans le groupe. Lennon, peu tenté au départ car persuadé que Harrison est trop jeune, change d'avis après l'avoir auditionné dans un bus.

#### Création des Beatles

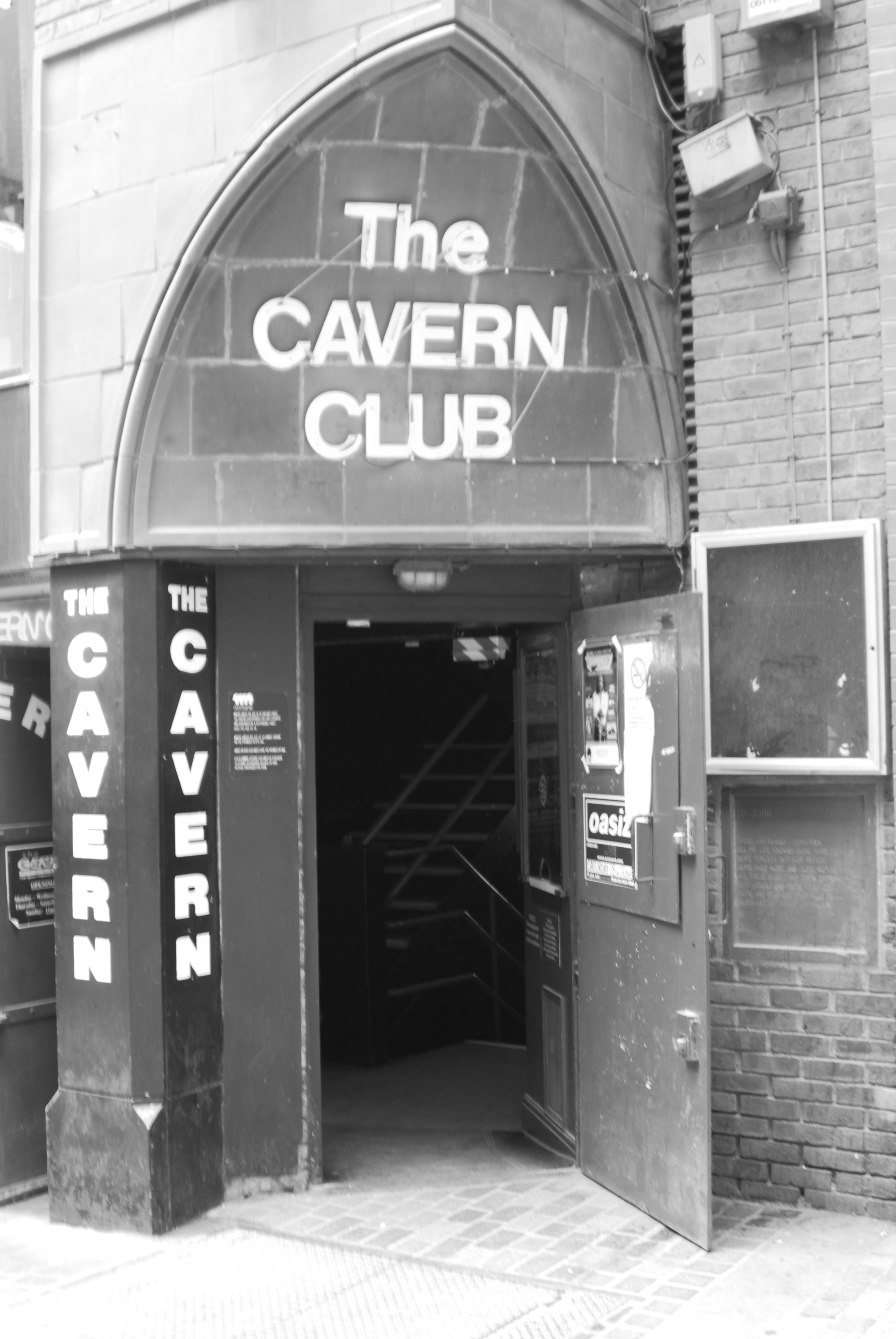
Les Beatles ont été découverts par Brian Epstein alors qu'ils jouaient au Cavern Club de Liverpool.

Par la suite, Lennon nomme son groupe les Silver Beetles, puis, en 1960, les Beatles, le deuxième « e » du mot « beetle » (scarabée) se changeant en « a » sur une idée de Lennon ou de Sutcliffe, en référence à la Beat Generation. Le groupe, très influencé par le répertoire rock 'n' roll de l'époque, développe un jeu plutôt agressif. Après s'être fait une petite réputation à Liverpool, le groupe est engagé en août 1960 par Bruno Koschmider, propriétaire de clubs à Hambourg, en Allemagne. Les Beatles font dès lors leurs armes dans les boîtes du quartier chaud de Sankt Pauli. John est plein de facétie pendant ses concerts : « Je m'appelle John, je joue de la guitare. Parfois, je joue les andouilles aussi » ; ou encore : « Bande de boches, nous avons gagné la guerre ! » — sachant que le public allemand ne le comprendra pas et que les marins anglais présents vont éclater de rire.
La tante Mimi est terrifiée par ce voyage et supplie son neveu de reprendre ses études, sans succès. Pour cette escapade allemande, Lennon impose Stuart Sutcliffe à la basse,. Peintre très doué, Stuart se révèle un piètre musicien. Peu après les débuts de l'engagement, il quitte le groupe pour vivre son histoire d'amour avec Astrid Kirchherr, auteur des premiers clichés officiels des Beatles. C'est alors McCartney qui prend la basse, Lennon et Harrison refusant de laisser leurs guitares. Le groupe connaît d'autres déboires lorsque McCartney et le batteur de l'époque, Pete Best, sont renvoyés d'Allemagne après avoir mis le feu à un préservatif, à l'arrière du cinéma où ils sont logés, tandis que George est lui aussi renvoyé, n'étant pas en âge de travailler. Lennon, quant à lui, perd son permis de travail peu après et doit également repartir en Angleterre.
Ils reviennent en Allemagne en avril 1961 et y enregistrent My Bonnie avec Tony Sheridan. En novembre, Brian Epstein propose aux Beatles de devenir leur manager, ce qu'ils acceptent. Ce dernier joue un rôle déterminant pour le groupe, poussant les membres à changer leurs tenues de cuir pour des complets-vestons, leur donnant une image plus sage. John Lennon vit un deuxième drame lorsque Sutcliffe meurt d'une hémorragie cérébrale, le 10 avril 1962, quelques jours avant le retour du groupe à Hambourg,. Lennon tient alors un grand rôle auprès de Kirchherr : celle-ci déclarera par la suite qu'il l'a sauvée en lui remontant le moral, lui disant : « soit tu vis, soit tu meurs, tu ne peux pas rester au milieu ».
La vie personnelle de John Lennon prend un nouveau tournant mi-1962, lorsque Cynthia lui apprend qu'elle est enceinte de lui. Ils se marient le 23 août, mais l'union reste secrète. En effet, il serait mauvais pour l'image du groupe que ses membres ne soient pas célibataires. C'est ainsi que même Ringo Starr, tout juste engagé par le groupe, n'est pas mis au courant et apprend que Lennon est marié lors d'une entrevue chez le comptable, au cours de laquelle John déclare avoir une épouse à charge. Le mariage ne s'ébruite qu'à la naissance de leur enfant, Julian Lennon, le 8 avril 1963. Julian grandit cependant sans avoir de véritable lien avec son père.

« Je n'ai jamais vraiment voulu connaître la vérité sur la façon dont papa se comportait avec moi. Des trucs très négatifs ont été dits à mon sujet, comme lorsqu'il a dit que je devais provenir d'une bouteille de whisky un samedi soir. Des trucs comme ça. On se dit : où est l'amour dans tout ça ? Avec Paul on traînait souvent, plus que papa et moi. On était très amis et il semble y avoir bien plus de photos de Paul et moi jouant ensemble à cette époque que de mon père et moi. »

— Julian Lennon
Au moment de la naissance de Julian, John est en vacances avec Brian Epstein, le manager des Beatles.

« Cynthia allait accoucher, mais je n'allais pas manquer mes vacances pour un bébé. Je me suis dit que j'étais un drôle d'enfoiré et je suis parti. »

— John Lennon

### Beatlemania (1963–1966)

#### Montée en popularité

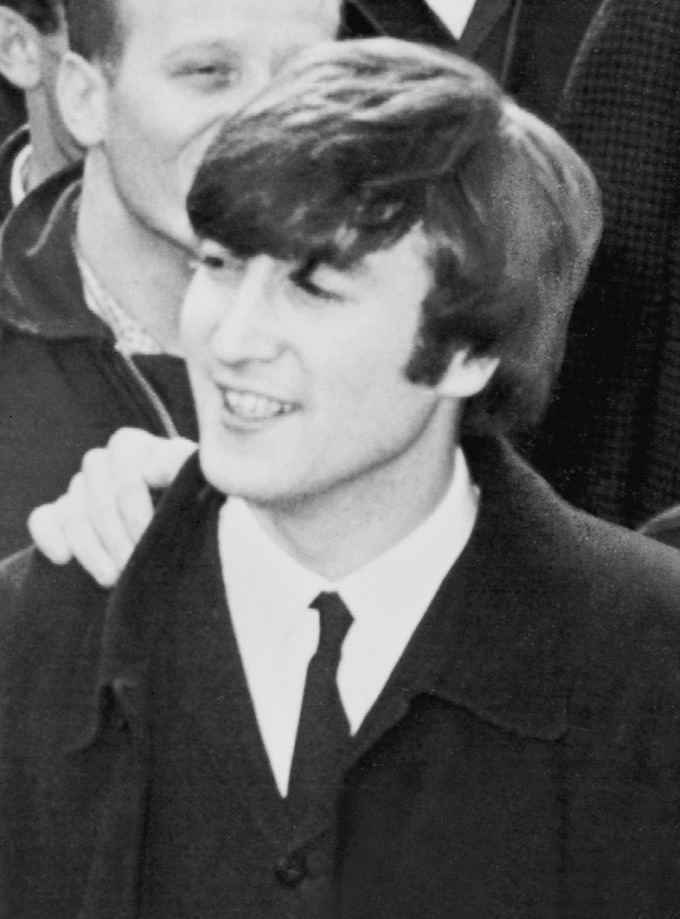
John Lennon en 1964.

Après plusieurs refus des maisons de disques londoniennes, les Beatles sont engagés chez Parlophone, une filiale d'EMI, sous la houlette de George Martin, producteur par la suite de tous les albums du groupe — à l'exception de Let It Be — et qui jouera un rôle considérable dans son évolution artistique. Le premier single du groupe, Love Me Do, paraît le 5 octobre 1962. La chanson atteint la 17e place des ventes au Royaume-Uni. Le second 45 tours Please Please Me, paru le 11 janvier suivant, atteint la première ou seconde place, dépendamment des listes du palmarès britanniques. Le premier album du groupe, Please Please Me, est en grande partie enregistré le 11 février 1963 en une seule séance de douze heures d'affilée, alors que Lennon souffre d'un rhume. Huit des quatorze chansons de l'album sont écrites par John et Paul McCartney. Celles-ci sont d'abord signées « McCartney/Lennon » avant que la formule ne soit définitivement changée en « Lennon/McCartney ». Le succès du groupe prend alors de l'ampleur : une meute de fans suit les quatre jeunes hommes, des foules se pressent autour d'eux, parfois en proie à une frénésie collective, ce qui prend les Beatles au dépourvu. Le phénomène est baptisé « Beatlemania » par la presse britannique. Le 4 novembre 1963, ils se produisent devant la famille royale. Si le groupe s'impose vite en Europe, il en va différemment aux États-Unis où le phénomène met plus longtemps à démarrer. Il faut attendre le passage du groupe au Ed Sullivan Show le 9 février 1964, lequel fracasse le record d'audience pour une émission télévisée, pour que le groupe acquière une grande renommée dans ce pays. Par la suite, les Beatles enchaînent les tournées internationales, les albums et les films en connaissant un succès planétaire.
Cette célébrité ne va pas sans rumeurs. Ainsi, l'année 1963 voit éclater une affaire concernant Lennon et Brian Epstein. Tous deux ont en effet passé des vacances ensemble en Espagne, ce qui conduit à de nombreuses spéculations, Epstein étant notoirement homosexuel. La chose prend une certaine ampleur lorsque, au cours d'une réception pour le 21e anniversaire de McCartney, Lennon s'en prend physiquement à quelqu'un qui lui a demandé : « Comment s'est passée ta lune de miel, John ? » Il s'agissait d'une blague, que Lennon a cependant prise comme une insulte. Un film de fiction retrace les vacances passées par Lennon et Epstein en Espagne : The Hours and Times. Cette période prospère voit Lennon se lancer dans l'écriture de deux ouvrages : En flagrant délire (In His Own Write) et Un glaçon dans le vent (A Spaniard in the Works), recueils d'histoires et de dessins surréalistes et humoristiques. Le 12 juin 1965, les quatre membres du groupe sont faits membres de l'ordre de l'Empire britannique. Ils rencontrent également Bob Dylan, poète et chanteur folk-rock alors au sommet de son succès (deux de ses albums majeurs sont sortis en 1965), qui reconnaît en John un talent d'écrivain. De cette reconnaissance naît un respect et un échange entre les deux icônes de la musique, rapport qui sera fluctuant selon les années, allant de la sympathie au déni. C'est également Dylan qui fait découvrir la marijuana aux Beatles lors de la première tournée du groupe aux États-Unis à l'été 1964.
Lennon vit mal cette folie qui les entoure, se réfugiant dans les sarcasmes et la boulimie — il parlera plus tard de sa période « Elvis gras » dans une interview. De cette période où il se répugne lui-même naît la chanson Help!, qu'il jugera, rétrospectivement, comme un véritable appel au secours lancé au monde. Il se montre également nostalgique de la période « cuir et rock 'n' roll », quand les Beatles n'étaient que d'obscurs jeunes musiciens s'escrimant dans les petits clubs. « Ce que nous avons fait de meilleur n'a jamais été enregistré. Nous étions des performers, nous jouions du straight rock dans les salles de danse, à Liverpool et à Hambourg, et ce que nous produisions était fantastique. Il n'y avait personne pour nous égaler en Grande-Bretagne. »

#### «Plus populaires que Jésus»

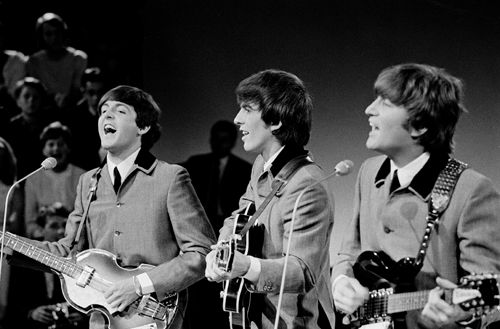
Paul McCartney, George Harrison et John Lennon à la télévision néerlandaise en 1964.

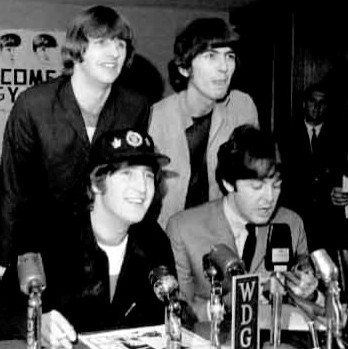
Les Beatles en conférence de presse en 1965.

Après avoir écrit A Spaniard in the Works (traduit en Un glaçon dans le vent), John Lennon accorde en mars 1966 une interview à une amie journaliste, Maureen Cleave, cinq mois avant la troisième tournée nord-américaine d'été — les deux premières ont eu lieu en 1964 et en 1965. Il déclare : « Le christianisme disparaîtra. Il rétrécira, s'évaporera. Je n'ai pas à discuter là-dessus. J'ai raison, il sera prouvé que j'ai raison. Nous sommes plus populaires que Jésus désormais. Je ne sais pas ce qui disparaîtra en premier, le rock 'n' roll ou le christianisme. » Tronqués et déformés, ces propos provoquent une vague d'animosité, partie du sud des États-Unis, contre le groupe, et Lennon en particulier. Ainsi, en Alabama, des disques des Beatles sont brûlés. Epstein présente en conférence de presse une déclaration approuvée par Lennon, ce qui ne calme pas la situation pour autant : vingt-deux stations de radio diffusant aux États-Unis boycottent le groupe, la vente de ses disques est interdite en Afrique du Sud, et les prestations publiques des Beatles en Amérique du Nord restent tendues. La situation ne se calme que fin août, après une mise au point publique de Lennon, qui ne reconnaît cependant rien de plus qu'une formulation maladroite de sa part. En 2008, dans un article célébrant les quarante ans de l'« Album blanc », L'Osservatore Romano, journal officiel du Vatican, revient avec indulgence sur cet écart en le qualifiant de « phrase qui avait provoqué une profonde indignation, mais qui sonne aujourd'hui comme une boutade venant d'un jeune de la classe ouvrière anglaise dépassé par un succès inattendu »,.
C'est également à cette époque que se tiennent les derniers concerts des Beatles, qui ne savent plus comment concilier leurs innovations musicales subtiles avec les cris permanents de leur public : eux-mêmes n'entendent plus sur scène leur propre musique. Ils décident à l'unanimité d'arrêter définitivement les frais, à l'issue du dernier concert de leur tournée américaine de l'été 1966, le 29 août au Candlestick Park de San Francisco. Par la suite, ils refusent catégoriquement de jouer, même pour un million de dollars. Lennon vit cependant assez mal cet arrêt, déclarant : « Plus de tournées… La vie sans les Beatles, c'est comme un vide dans l'avenir. » Il envisage même de quitter le groupe.
Un événement décisif survient avec la première rencontre de John et de Yoko Ono, un sujet sur lequel les récits varient. Yoko était alors une artiste japonaise d’avant-garde, membre du mouvement Fluxus (un mouvement d’art international et transdisciplinaire émergé à New York dans les années 1960 ; fondé sur l’héritage du Dada de Marcel Duchamp, il prônait le non-art, l’anti-art, ce qui signifiait pour ses membres l’abolition de la frontière considérée comme « élitiste » entre l’art et la vie).
Les Beatles travaillent désormais en studio. À partir de Revolver, Lennon voit McCartney prendre une place dominante dans le groupe. Cependant, même lorsque l'auteur est unique, comme dans le cas de Yesterday (composée par Paul seul), les chansons continuent d'être signées « Lennon/McCartney », sur décision d'Epstein, qui ne veut pas dégrader la cohésion du groupe. Désœuvré après la fin des tournées, Lennon se fait couper les cheveux pour jouer dans le film parodique de Richard Lester, How I Won the War. Si celui-ci n'est ni un grand succès commercial ni critique à sa sortie, le 18 octobre 1967, le film lui permet d'exprimer ses positions pacifistes vis-à-vis de la guerre du Viêt Nam,. Lors du tournage, Lennon compose un de ses titres-phares, Strawberry Fields Forever. De retour en Angleterre, Lennon est invité, pour une troisième fois depuis 1964, à l'émission d'humour britannique Not Only... But Also (en) de Dudley Moore et Peter Cook afin d'y interpréter un portier d'une toilette publique de Londres. L'apparence de Lennon change durant cette période, devenant beaucoup plus mince et, pour compenser sa myopie, acceptant désormais de porter publiquement des lunettes, celles de style Windsor (en) qui deviendront légendaires.

### Apogée et éclatement des Beatles (1967–1970)

#### Sgt. Pepper's et séjour en Inde
« J'ai formé le groupe, je l'ai dissous. »

— John Lennon

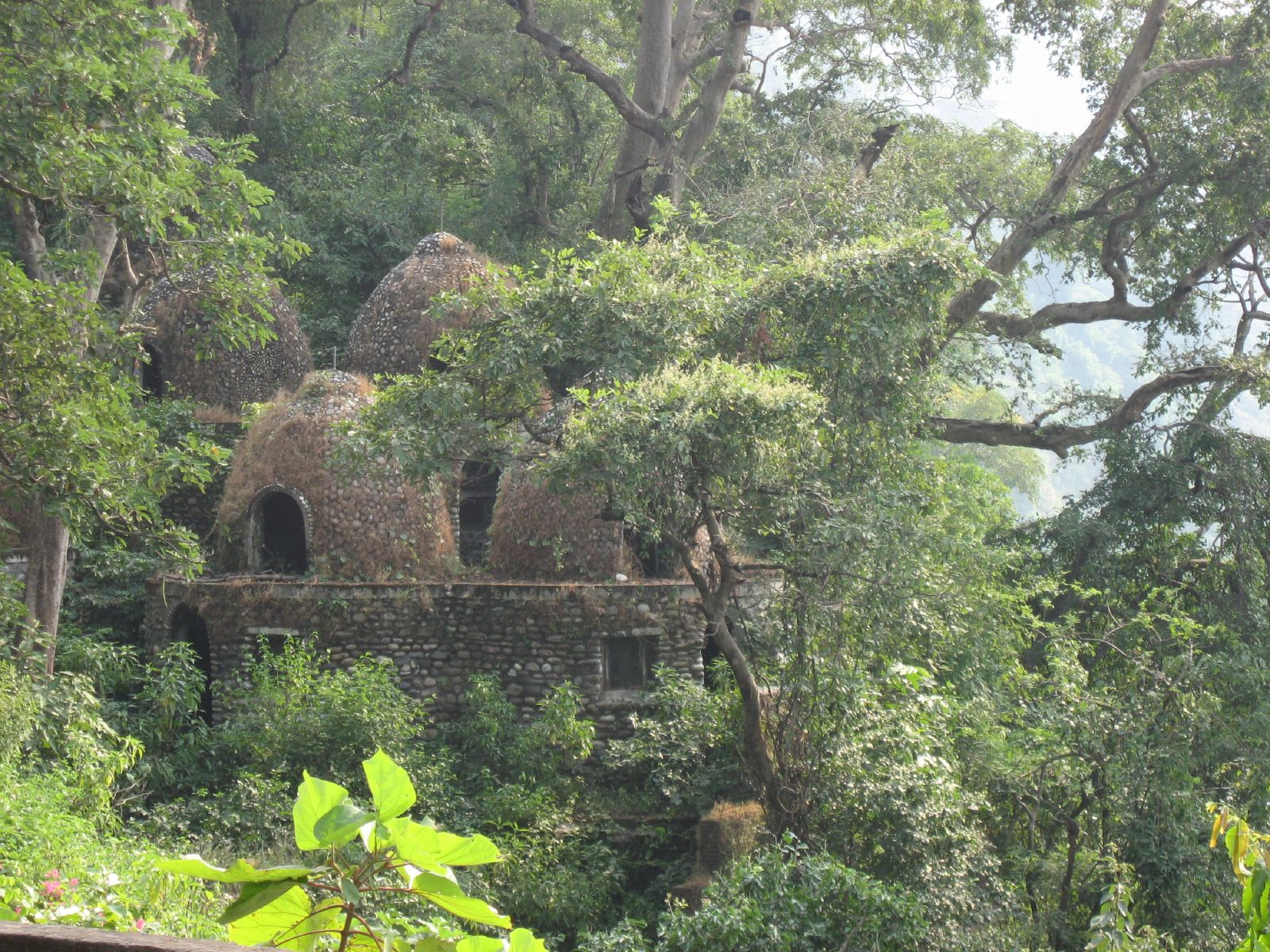
Lennon séjourne avec le reste du groupe dans l'Ashram du Maharishi Mahesh Yogi en 1968.

L'année 1967 voit l'apogée des Beatles avec la sortie de l'album Sgt. Pepper's Lonely Hearts Club Band, qui triomphe au sommet des hit-parades, des deux côtés de l'Atlantique. La période est également fructueuse pour le tandem Lennon/McCartney, les deux hommes passant de nombreuses heures à travailler leurs chansons et à expérimenter de nouvelles sonorités, dans une constante émulation créative. Lennon va plus loin et plonge dans le psychédélisme, à grand renfort de drogues et de sonorités complexes. Le rôle des psychotropes prend par ailleurs plus d'ampleur dans les chansons du groupe, de l'aveu de McCartney, et provoque parfois des polémiques, comme le fait que Lucy in the Sky with Diamonds soit une supposée allusion aux LSD due aux initiales de son titre et refrain. Le 25 juin 1967, les Beatles interprètent, en direct du studio no 1 d'Abbey Road et en mondovision, une chanson de John Lennon spécialement composée pour l'émission Our World, diffusée devant plus de 400 millions de téléspectateurs à travers la planète : All You Need Is Love, qui devient no 1 un peu partout dans le monde. Le triomphe est total.
Peu après survient un événement dramatique : Brian Epstein meurt le 27 août 1967, pendant que le groupe reçoit l'enseignement de la technique de méditation transcendantale de Maharishi Mahesh Yogi à Bangor (pays de Galles),. Les Beatles ont alors besoin d'un nouveau leader, et c'est Paul McCartney qui assume ce rôle. Il se charge de la direction du film Magical Mystery Tour, lequel se révèle cependant un échec commercial et critique, malgré les excellents morceaux qui composent sa bande originale (dont certains sont des plus emblématiques du groupe et ne sont pas sortis sur les albums officiels). Lennon vit mal ce revers : « J'ai alors compris qu'on avait des problèmes. Je n'avais aucune certitude sur notre capacité à faire autre chose que de la musique, et j'avais peur. » Il cherche de plus en plus une paix intérieure, et se rapproche d'une artiste japonaise d'avant-garde, Yoko Ono (membre du mouvement Fluxus), rencontrée lors d'une exposition à l'Indica Gallery de Londres en 1966. Entre février et avril 1968, lors d'un séjour à Rishikesh dans l'âshram de Maharishi Mahesh Yogi, destiné à approfondir leur expérience de la méditation transcendantale, John vit, comme Paul, une intense période créatrice et compose un grand nombre de nouvelles chansons, lesquelles figureront sur l'« Album blanc », sur les deux derniers disques du groupe et même sur leurs premiers albums solos.
Lennon divorce finalement à son retour. Il tente de poursuivre son épouse en justice, déclarant être victime et non coupable d'adultère. Cependant, la donne change lorsqu'il est découvert que Yoko est enceinte de John. Les procédures de divorce se compliquent et tournent finalement à la défaveur de Lennon. Ce divorce pousse Paul McCartney à composer Hey Jude, chanson destinée à réconforter Julian Lennon, alors âgé de cinq ans, dont il est très proche.
À partir du mois de mai 1968, la présence de Yoko Ono lors des séances d'enregistrement, aux côtés de John et littéralement au milieu du groupe, provoque malaise, rancœur et animosité. Jusque-là, aucune épouse n'avait été tolérée pendant les enregistrements, mais Lennon fait comprendre aux autres que c'est à prendre ou à laisser. L'artiste ayant trouvé sa muse, la plupart de ses nouvelles compositions sont très fortement influencées par Ono, ou font directement référence à elle : I'm So Tired, Happiness Is a Warm Gun, Yer Blues, Julia, Revolution 9, et de nombreuses autres. Yoko chante même sur le titre The Continuing Story of Bungalow Bill. Ces sessions aboutissent à l'« Album blanc », double album sans titre comprenant trente morceaux, consacrant l'éclatement des Beatles, dans la mesure où il n'y a plus de vraie collaboration et où chacun des membres et auteurs se sert des autres comme de musiciens de studio. Une scission de plus en plus flagrante s'opère entre Lennon et McCartney. Excédé par le comportement des musiciens, et en particulier celui de John, l'ingénieur du son Geoff Emerick claque la porte en plein milieu des séances d'enregistrement, tandis que Ringo Starr s'échappe en Sardaigne. L'album n'en remporte pas moins un retentissant succès (lequel sera terni toutefois par les crimes de la « famille » Manson en Californie, fomentés par le gourou psychopathe Charles Manson en faisant une interprétation délirante des chansons de ces deux disques).

#### Séparation du groupe
Dès son retour du séjour en Inde, John commence à se désintéresser des Beatles, désirant continuer à évoluer en dehors du cadre restrictif des Fab Four. Entre novembre 1968 et fin 1969, pour bien marquer sa première aventure en dehors des Beatles, il publie trois albums de musique expérimentale attribués à « John Lennon et Yoko Ono » : Unfinished Music No.1: Two Virgins, davantage connu pour sa pochette (montrant John et Yoko entièrement nus) que pour son contenu musical, Unfinished Music No.2: Life with the Lions et le Wedding Album. La participation du couple au Rock and Roll Circus des Rolling Stones, en décembre 1968, est un autre pas hors du cadre des Beatles. Lennon forme pour l'occasion un supergroupe baptisé The Dirty Mac (en référence au groupe Fleetwood Mac). En plus de lui-même au chant et à la guitare rythmique, le groupe comprend Eric Clapton à la guitare solo, Mitch Mitchell (du Jimi Hendrix Experience) à la batterie et Keith Richards (des Rolling Stones) à la basse. Le groupe interprète Yer Blues, morceau composé par John et paru, un mois plus tôt, sur l'« Album blanc », suivi d'un bœuf avec Yoko au chant et Ivry Gitlis au violon.

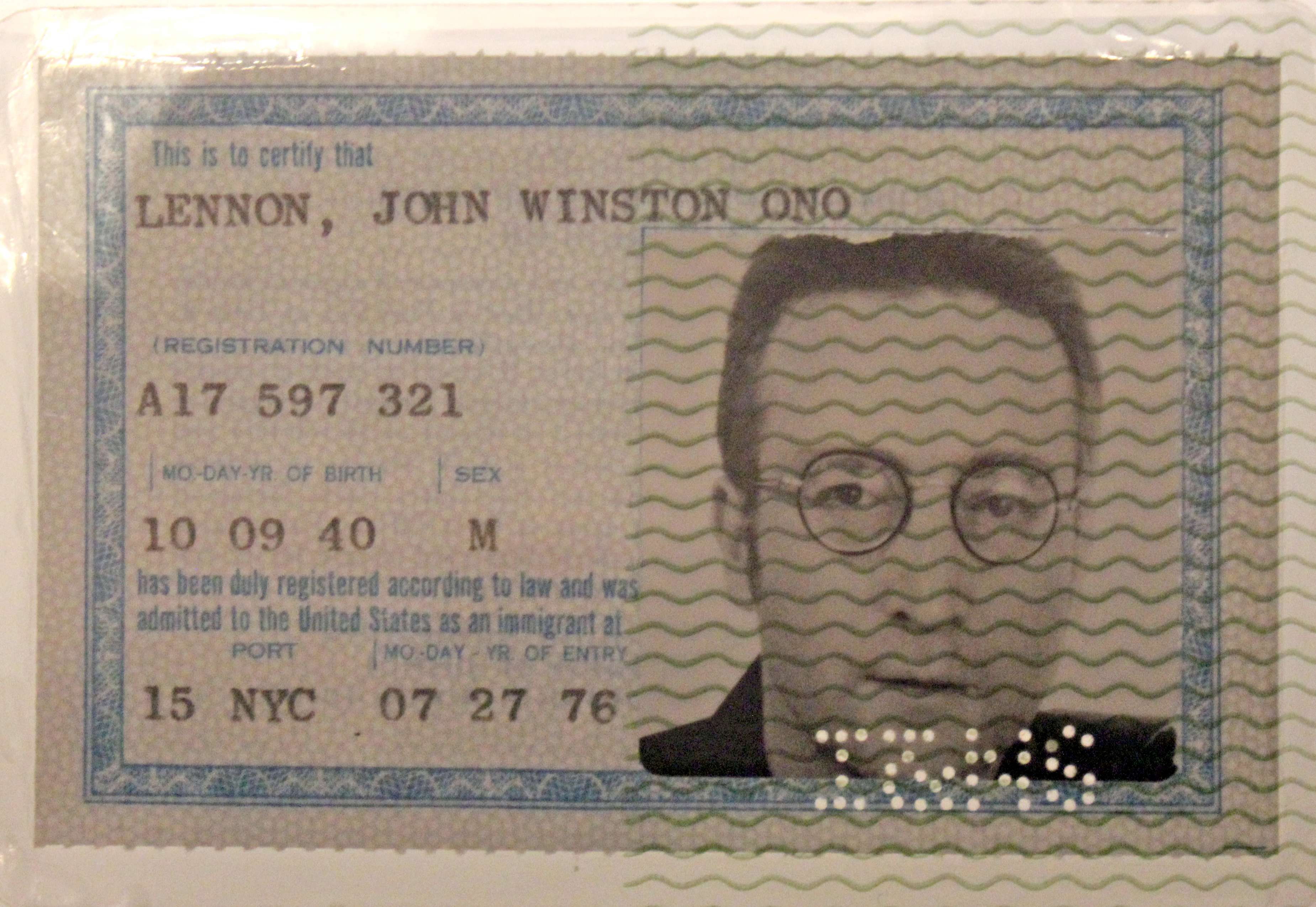
Carte verte de Lennon avec ses trois prénoms.

Sur le tournage du documentaire Get Back (par la suite renommé Let It Be), l'ambiance est maussade ; George Harrison va jusqu'à quitter le groupe pendant douze jours en janvier 1969. Yoko continue à assister à toutes les séances d'enregistrement des Beatles, assise aux côtés de John. Au même moment, ce dernier s'engage plus ouvertement sur le plan politique, notamment par rapport à la guerre, sous l'influence de Yoko Ono. John et Yoko se marient le 20 mars 1969 à Gibraltar et organisent par la suite les fameux bed-in pour la paix à Amsterdam et à Montréal. Cette période inspire la chanson The Ballad of John and Yoko, enregistrée le 14 avril 1969 par Lennon et McCartney seuls, ce dernier assurant de nombreux instruments. Cette même année, Lennon adopte comme deuxième prénom Ono, en remplacement de Winston. Les autorités britanniques admettent l'ajout de Ono, mais pas le retrait de Winston.

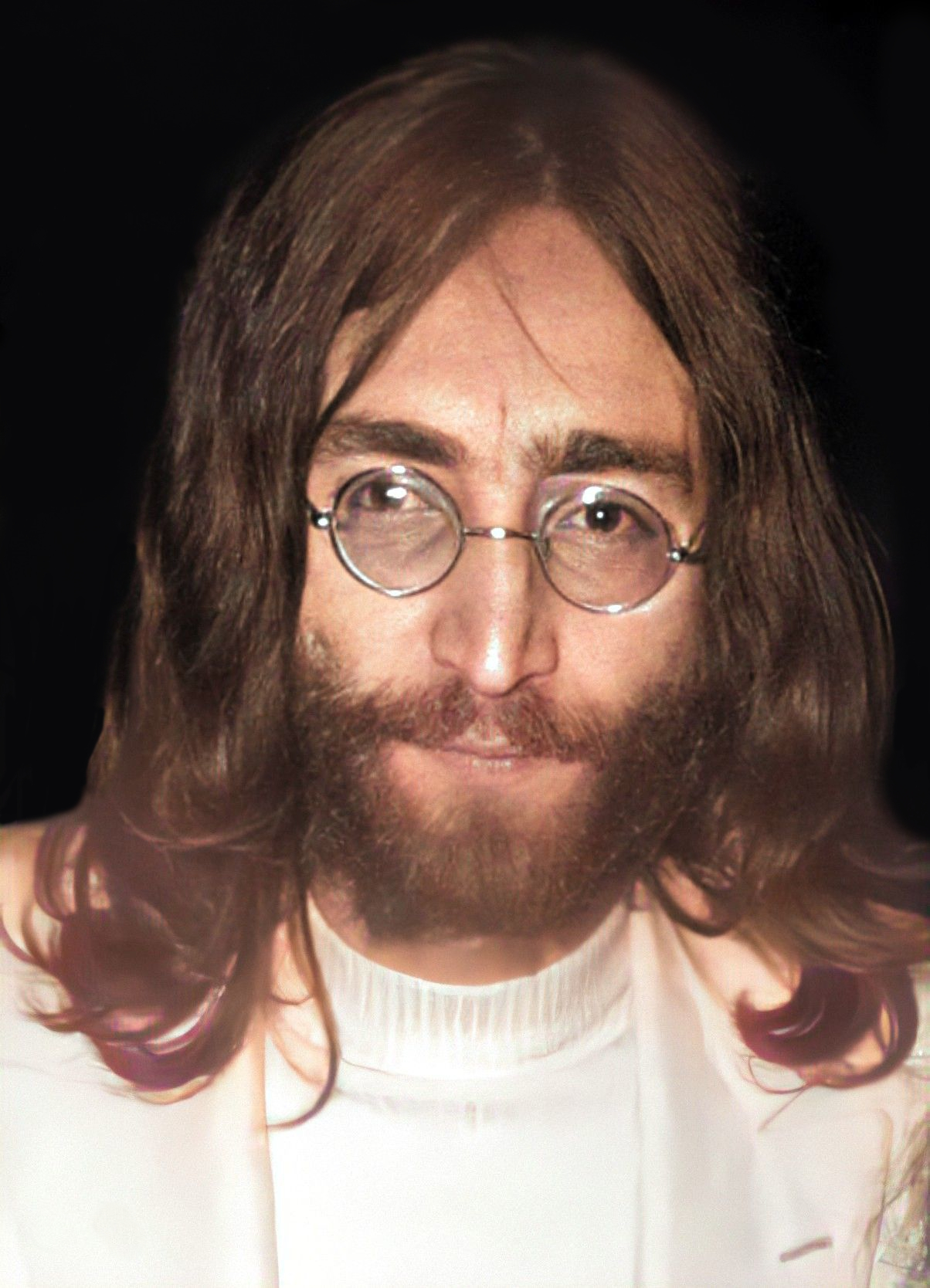
John Lennon en 1969.

En juillet, il lance Give Peace a Chance, son premier single en solo, bien qu'attribué au Plastic Ono Band. Il ne s'agit alors que d'un groupe théorique, inspiré d'une idée de Yoko Ono visant à manipuler des mannequins sur scène, d'où le nom. Cependant, la chanson est encore créditée Lennon/McCartney, Lennon se sentant à la fois coupable de lancer, le premier, un vrai disque solo, et pas encore prêt à « couper le cordon avec Paul ». À la mi-septembre, le Plastic Ono Band participe à un spectacle à Toronto et la prestation est publiée en décembre sur l'album Live Peace in Toronto 1969.
À la fin de septembre, dans la foulée de l'enregistrement de l'album Abbey Road, Lennon annonce aux autres membres du groupe qu'il quitte les Beatles mais, pour des raisons commerciales, l'annonce de la séparation du groupe est gardée secrète. En octobre, il publie son second single en solo, Cold Turkey, avec Eric Clapton à la guitare. La chanson avait été pressentie pour figurer sur Abbey Road, mais a finalement été jugée trop personnelle pour être publiée autrement qu'en solo. Lennon accélère encore cette séparation en engageant Allen Klein comme nouveau manager du groupe, alors que McCartney préférait son beau-père, Lee Eastman. Ayant également convaincu George Harrison et Ringo Starr, Klein entre en fonction. Cependant, la séparation effective des Beatles restant secrète, Klein demande à Phil Spector d'assembler l'album Let It Be, provoquant la colère de McCartney, qui trouve que ses chansons ont été dénaturées par le producteur nord-américain, réputé pour apposer sa « patte » volontiers surchargée à tous les enregistrements qu'il produit. C'est finalement McCartney qui rend publique la rupture, le 10 avril 1970, dans un communiqué de presse inséré dans le pressage promotionnel de son premier album solo, un geste très mal pris par Lennon, qui le voit comme une tentative de promotion du premier opus de son partenaire. Dans une interview au magazine Rolling Stone, il déclare : « J'ai été stupide de ne pas faire ce que Paul a fait, ce qui a servi à vendre un disque », et ajoute : « J'ai formé le groupe, je l'ai dissous. » En décembre, une émission de télévision britannique le déclare « homme de la décennie », avec John F. Kennedy et Hô Chi Minh,.

### Carrière en solo (1970–1980)

#### Premières années
Après la séparation des Beatles, John Lennon se consacre à sa carrière, à sa femme et à la politique. Il rêve de partir en navire vers les îles du Pacifique avec Eric Clapton, Klaus Voormann, Jim Keltner, Nicky Hopkins et Phil Spector afin d'y enregistrer des chansons et effectuer des concerts mais ce projet n'aboutit pas. En février 1970, il publie son troisième 45 tours en solo, Instant Karma!, qui marque le début de sa collaboration avec le producteur renommé Phil Spector. Pour la promotion, Lennon effectue un retour à l'émission anglaise Top of the Pops, pour la première fois depuis 1966 ; la chanson atteint le top 5 des classements britanniques. À cette époque, Lennon suit une thérapie par le cri primal dont les résultats sont mitigés. Au mois de septembre, il entame l'enregistrement de son premier véritable album en solo, John Lennon/Plastic Ono Band. Pendant quatre semaines, il s'entoure d'amis proches : Ringo Starr, son ex-compère des Beatles, à la batterie ; Klaus Voormann, un ami de l'époque de Hambourg, tient la basse ; enfin, le piano est assuré par Billy Preston (musicien de studio réputé ayant collaboré à plusieurs albums des Beatles) ou, parfois, par Phil Spector lui-même. L'album contient notamment God, un titre dans lequel il déclare ne plus croire ni en la Bible, ni en la magie, ni en Hitler, Jésus, ni en Kennedy, ni en Elvis, ni en Bob Dylan (nommé par son vrai nom, Zimmerman), ni enfin, et surtout, aux Beatles.

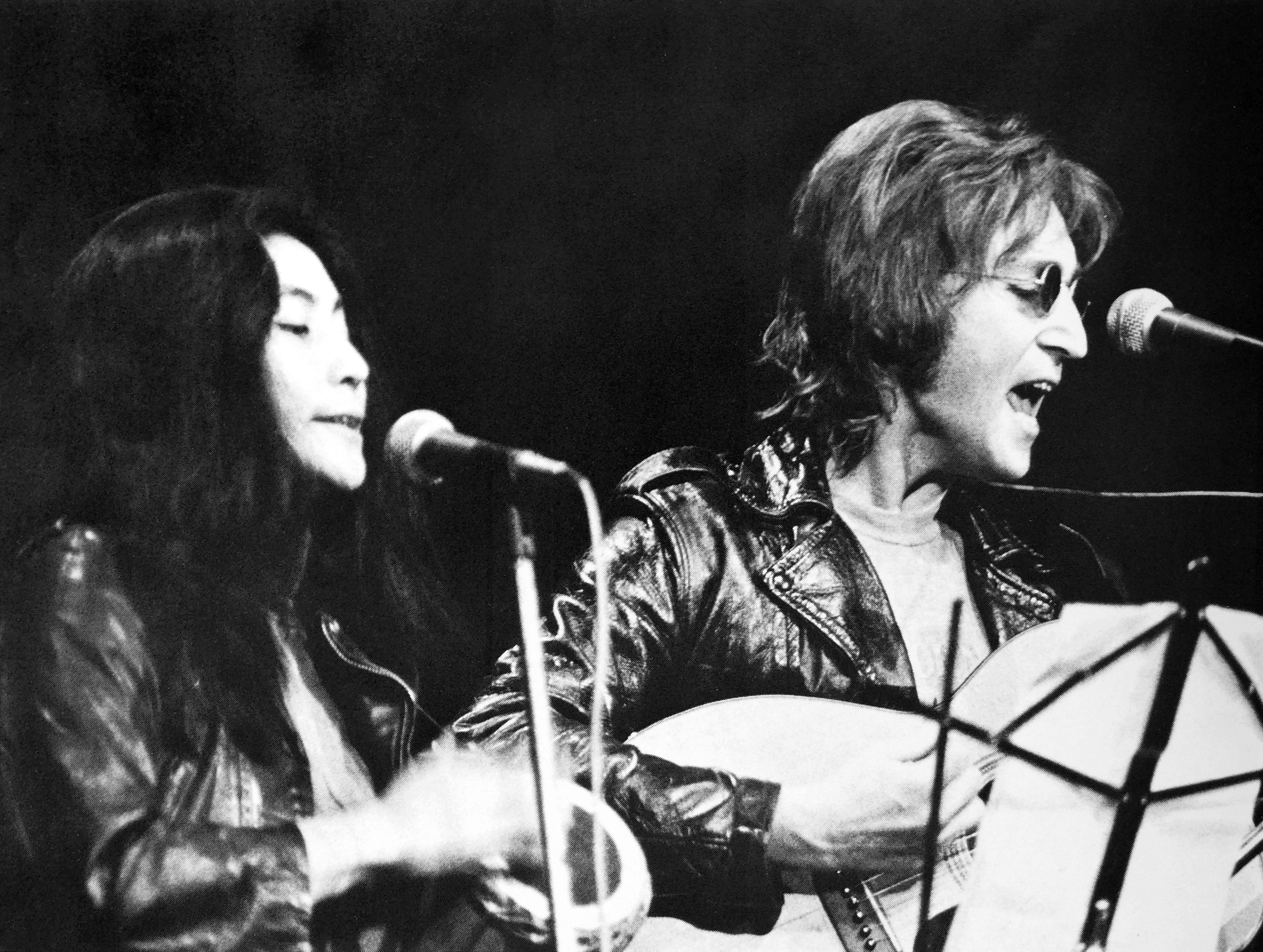
Yoko Ono et John Lennon au concert pour John Sinclair, le 10 décembre 1971 à Ann Arbor (Michigan).

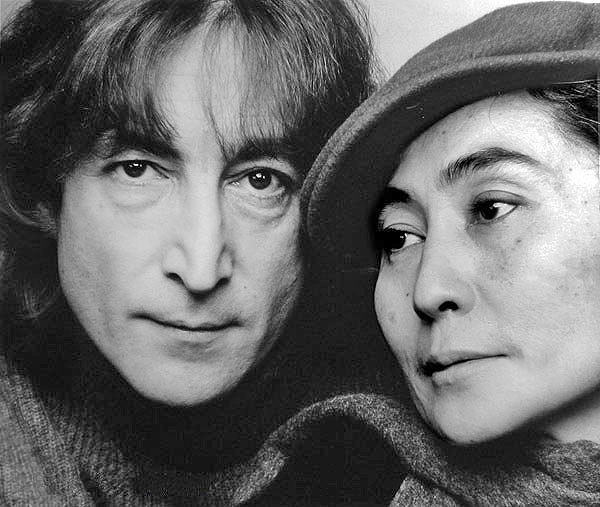
John Lennon et Yoko Ono en novembre 1980.

En 1971, Lennon se rend pour la première fois dans la famille de Yoko Ono, au Japon. Il est également impliqué dans deux conflits juridiques : la dissolution des Beatles par les tribunaux, et l'obtention de la garde de Kyoko, la fille de Yoko. En juillet, il enregistre son second album, Imagine, qui lui confère une véritable crédibilité en tant qu'artiste solo. L'album contient notamment la chanson homonyme, un hymne pacifiste et utopique souvent considéré comme sa plus grande chanson,. Le disque comporte aussi des pamphlets politiques (comme Gimme Some Truth, adressé à Richard Nixon), ou encore How Do You Sleep?, charge féroce envers McCartney. Une autre chanson du disque se révèle populaire, Oh Yoko!, mais Lennon renonce à la sortir en single, craignant que « ce ne soit pas représentatif de l'image que j'avais de moi, du rock 'n' roller dur et mordant, au verbe acide ». Le 31 août 1971, il part s'installer à New York, et en décembre sort Happy Xmas (War Is Over), avec les enfants du chœur baptiste de Harlem : le single reste discret aux États-Unis, mais est un succès au Royaume-Uni quand il y est publié un an plus tard. Par ailleurs, à travers ses nombreux engagements, John Lennon devient l'incarnation de l'activisme politique de sa génération et utilise sa notoriété en faveur de la paix ou de diverses bonnes causes.
En 1972, au milieu de ses ennuis avec l'administration des États-Unis qui ne veut plus de lui sur son sol, Lennon enregistre Some Time in New York City, mais les critiques aussi bien que les ventes se révèlent mauvaises. Le 30 août, il donne au Madison Square Garden deux concerts de charité, qui restent les dernières prestations complètes de sa vie, hors apparitions ponctuelles telle son apparition au téléthon (en) de Jerry Lewis en septembre où le couple, et leur orchestre, joue alternativement Imagine et Now or Never (une composition de Yoko Ono) et un long extrait de Give Peace a Chance en duo dans un style reggae,. Au début de l'année suivante, Lennon perd quelque peu le fil de sa production, déclarant ainsi au sujet de son disque à venir : « Ça devient un travail, et ça tue la musique. C'est comme quand on sort de l'école et qu'on n'a pas envie de lire un livre. » En avril 1973, il quitte Greenwich Village pour emménager au Dakota Building, dans un quartier nettement plus huppé.

#### Le «week-end perdu»

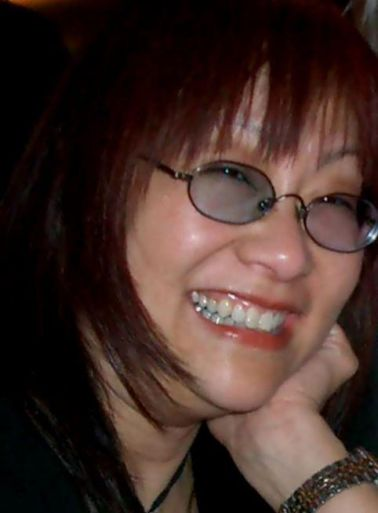
Lennon s'est retiré à Los Angeles avec May Pang durant son « week-end perdu ».

À l'été 1973, les relations de John avec Yoko Ono se dégradent, au point qu'elle le met à la porte, et Lennon s'installe à Los Angeles avec May Pang, sa jeune assistante et nouvelle compagne. Il décrit cette période comme son « week-end perdu » (lost weekend, qui fait référence au titre d'un film noir américain de 1945), bien qu'elle dure en réalité plus d'un an. Lui qui doit régulièrement affirmer que Yoko n'a pas causé la fin des Beatles plaisante à propos de cette période où il était loin d'elle : « On s'est séparés pendant dix-huit mois, Yoko et moi. Et, à ma connaissance, les Beatles ne se sont pas reformés pour autant ! Donc, Yoko n'était pas la cause de leur séparation. » Toutefois, c'est bien un John Lennon en perdition qui s'installe en Californie, avouant lui-même « être devenu complètement fou », tentant vainement « de noyer dans l'alcool » tout ce qu'il ressent. Sous l'influence de May Pang, il tente cependant de renouer des liens avec son fils Julian et le rencontre avec Cynthia lors d'un séjour à Disneyland. Il lui offre par la suite une guitare et d'autres instruments et lui apprend à en jouer.
Lennon renoue également brièvement avec Paul McCartney, et se lie d'amitié avec plusieurs célébrités du monde musical, comme Elton John et David Bowie. D'une part, il invite le premier à chanter sur sa chanson Whatever Gets You Thru the Night. Dans la période d'errance que traverse Lennon, ce titre, publié en single en octobre 1974, connaît un grand succès et relance sa carrière : sur le marché nord-américain, c'est son unique no 1 en solo et de son vivant. De plus, ayant parié avec Elton John qu'il l'accompagnerait en concert si le disque se classait en tête, Lennon s'exécute le 28 novembre 1974, au Madison Square Garden, où il joue également Lucy in the Sky with Diamonds et I Saw Her Standing There. Cette dernière apparition sur scène est publiée avec les autres chansons du concert sur l'album d'Elton John Here and There. D'autre part, John Lennon coécrit la chanson Fame avec David Bowie, son premier grand succès aux États-Unis. Lennon accompagne Bowie sur sa reprise d'Across the Universe, tandis que ce dernier reprend les premiers mots de A Day in the Life (« I read the news today oh boy ») dans la chanson-titre de Young Americans.

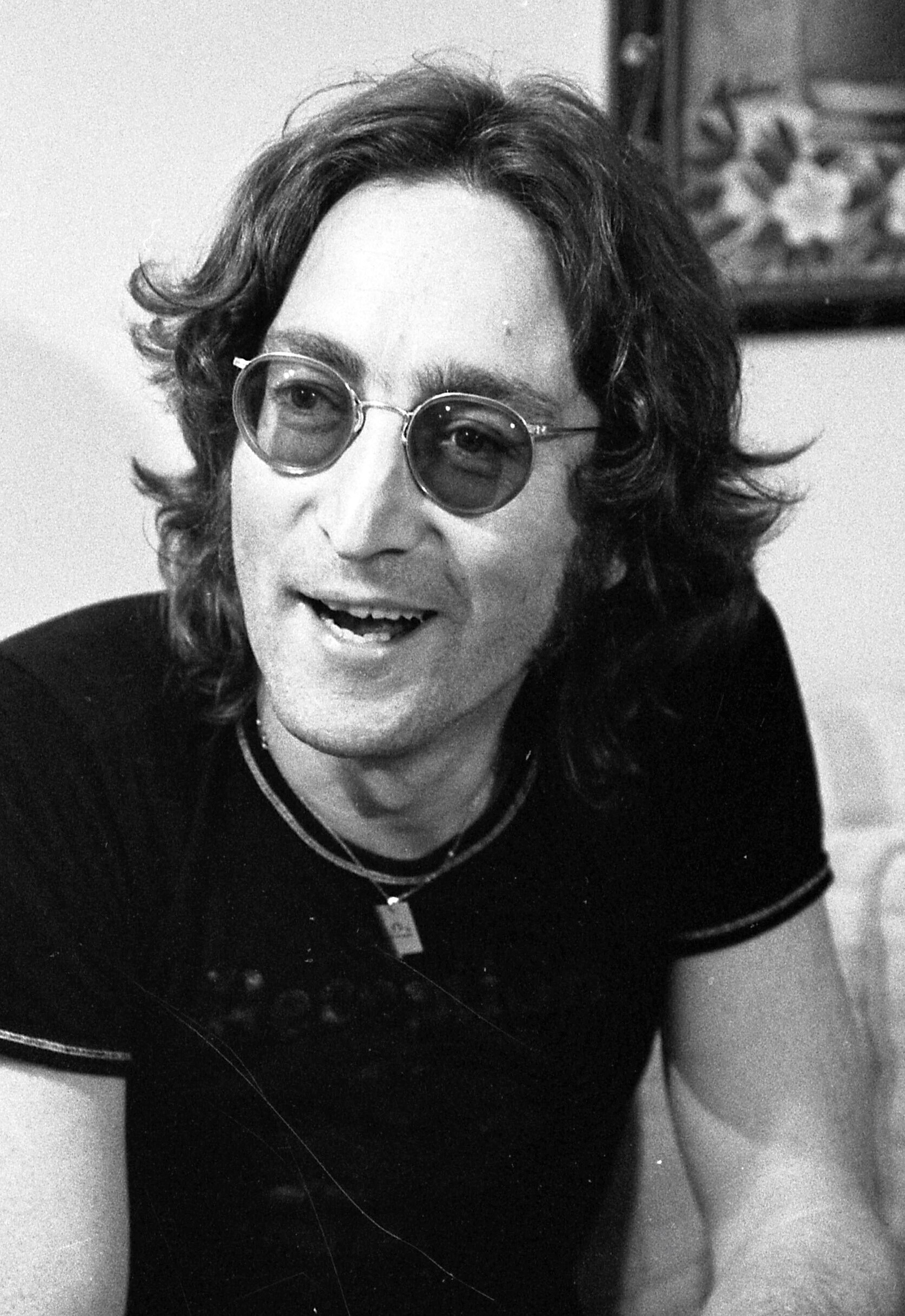
John Lennon en 1974.

Durant cette période, Lennon enregistre tout de même deux albums, avec le producteur Phil Spector : Walls and Bridges et Rock 'n' Roll, ce dernier étant constitué de reprises de classiques du rock 'n' roll, comme Be-Bop-A-Lula, Peggy Sue ou Stand by Me. Cet album est enregistré à contre-cœur, car il s'agit d'une obligation contractuelle vis-à-vis de Morris Levy, ex-manager de Chuck Berry. En effet, Lennon a été accusé de plagiat en 1969 pour avoir emprunté, sur son titre Come Together, les quatre mots « here come old flat-top » à la chanson You Can't Catch Me de Berry (dont les droits revenaient à Morris Levy). Pour mettre fin aux poursuites, Lennon s'engage à enregistrer trois chansons du catalogue de Levy, et en profite pour revisiter d'autres titres qui ont marqué son adolescence. Finalement, il déclare au sujet de Rock 'n' Roll : « Ce fut une humiliation, et je regrette de m'être trouvé dans cette position, mais je l'ai fait. »
À cette époque, le rapprochement avec Julian se poursuit, celui-ci jouant à onze ans de la caisse claire sur une interprétation informelle de Ya Ya qui clôt l'album Walls and Bridges.
Parallèlement, il produit, écrit et chante sur l'album Pussy Cats (en) avec son ami Harry Nilsson (un disque vite devenu « culte » auprès des initiés), et il part en tournée pour des concerts en compagnie du groupe informel jouant sur le disque : Ringo Starr, Keith Moon des Who, et autres joyeux fêtards et fameux freaks pour des concerts débridés. Sa toute dernière prestation publique a lieu le 18 avril 1975, lors d'un spectacle télévisé en hommage à Lew Grade (en), le magnat de l'audiovisuel britannique qui a acheté les droits des chansons de Lennon/McCartney, où il interprète les reprises Slippin' and Slidin' (en), Stand by Me et son grand succès Imagine. Les musiciens qui accompagnent Lennon portent des masques derrière la tête symbolisant le « visage à deux faces » de l'homme d'affaire.

#### Retrait de la vie publique et retour

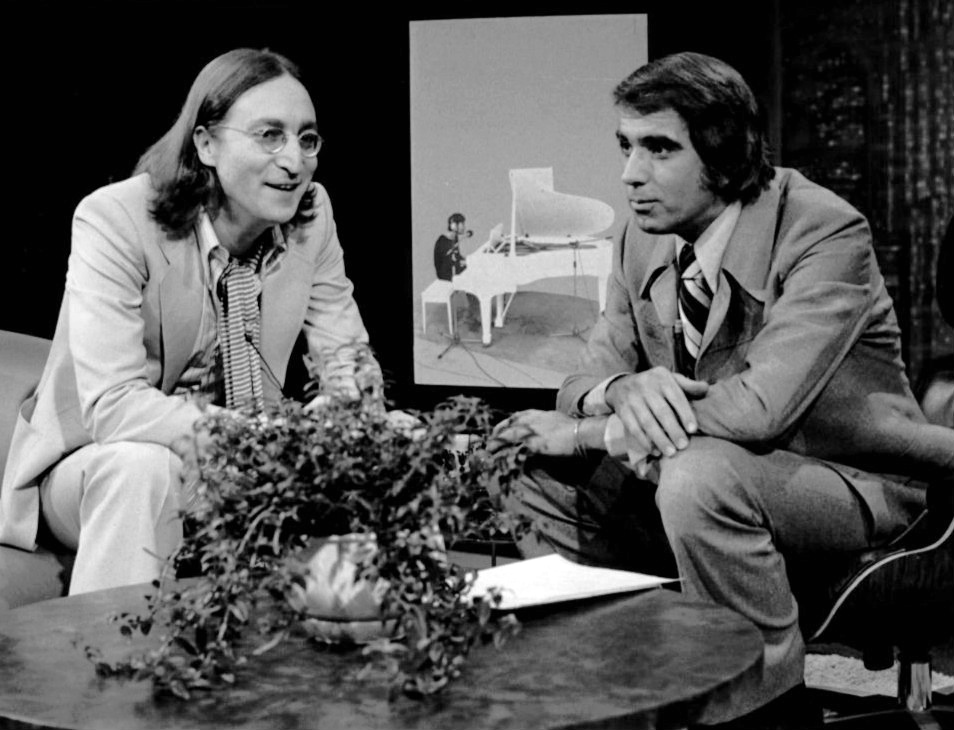
John Lennon et sur le plateau de l'émission de télévision américaine Tomorrow, le 27 juin 1975.

Au début de 1975, Yoko Ono accepte que Lennon revienne habiter avec elle, sous réserve qu'il respecte certaines conditions. Il accepte ainsi de se soumettre à un régime macrobiotique sain, sans viande ni alcool, mais aussi de laisser sa femme gérer entièrement ses affaires ; elle investit alors dans l'immobilier et l'élevage. Yoko finit par se retrouver enceinte mais, la quarantaine entamée et avec le souvenir de ses précédentes fausses couches, elle voudrait avorter. Lennon refuse catégoriquement et parvient à la convaincre de garder l'enfant, en s'engageant à s'en occuper. Ainsi, le 9 octobre, jour du trente-cinquième anniversaire de John, naît son second fils, Sean. Lennon se retire alors de la vie publique et musicale pour se consacrer à l'éducation de son fils.
Pendant cette période, Lennon dessine et écrit beaucoup, et s'occupe aussi de tâches domestiques. Son activité musicale est ralentie mais loin d'être arrêtée, comme en témoigne le documentaire radiophonique The Lost Lennon Tapes (en) ou encore les chansons Real Love, Free as a Bird et Now and Then, qu'il compose entre 1977 et 1979, et qui seront ultimement finalisées sous la bannière des Beatles. Cette dernière, complétée en 2023, atteint même la première position du palmarès britannique. Mais ce silence public laisse perplexe aussi bien ses fans, toujours dans l'expectative, que les médias — le 14 janvier 1978, le New Musical Express titre « Où donc es-tu, John Lennon ? » — ou encore ses collègues de la scène rock. Sur cette période, Lennon s'explique dans une chanson, Watching the Wheels, lors de son retour public en 1980. Il effectue, cette année-là, un voyage aux Bermudes, où il écrit la plupart des chansons d'un nouvel album. Il retrouve une maison de disques avec David Geffen et commence l'enregistrement le 4 août. Sorti en novembre aux États-Unis, l'album Double Fantasy, avec des titres chantés en alternance par Yoko et lui, marque le retour de Lennon. Les ventes, correctes dans un premier temps, grimpent en flèche après l'assassinat du musicien.

#### Assassinat

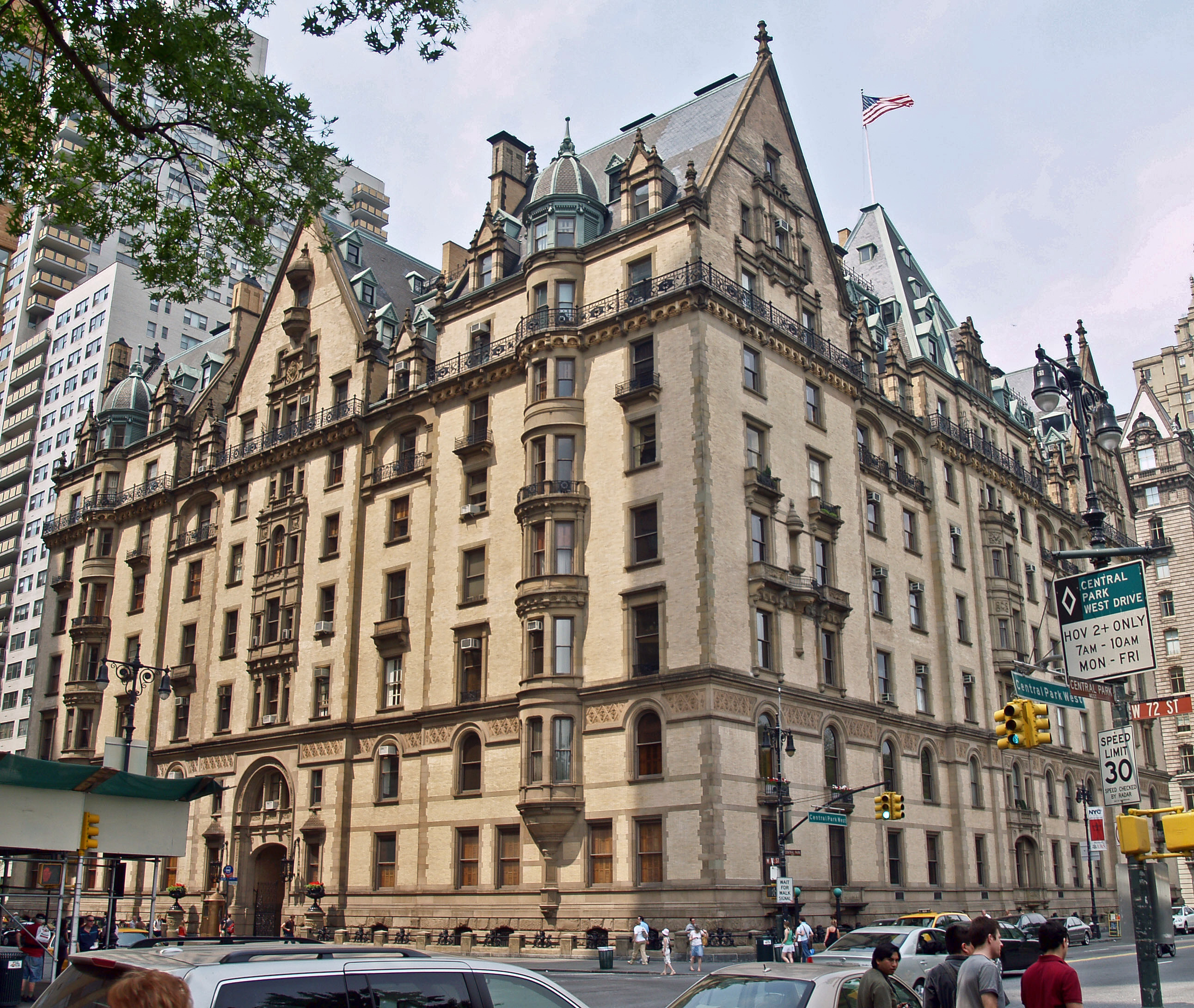
Le Dakota Building, où John Lennon habitait à New York et devant lequel il a été assassiné.

Le 8 décembre 1980, à 22 h 52, après une soirée de travail en studio, alors qu'il rejoint son appartement du Dakota Building, à côté de Central Park, Lennon reçoit, sous les yeux de son épouse, quatre balles de revolver tirées par Mark David Chapman, un fan déséquilibré souffrant de psychose. Celui-ci avait rencontré Lennon plusieurs heures auparavant devant sa limousine pour lui faire dédicacer son exemplaire de l'album Double Fantasy. Emmené à l'hôpital Roosevelt en urgence, Lennon est déclaré mort à 23 h 7, quinze minutes après les coups de feu. Le lendemain, Yoko annonce : « Il n'y aura pas de cérémonie pour John. John aimait et priait pour l'humanité. S'il vous plaît, faites de même pour lui. Merci. Yoko et Sean. » Son corps est incinéré et ses cendres remises à Yoko,.

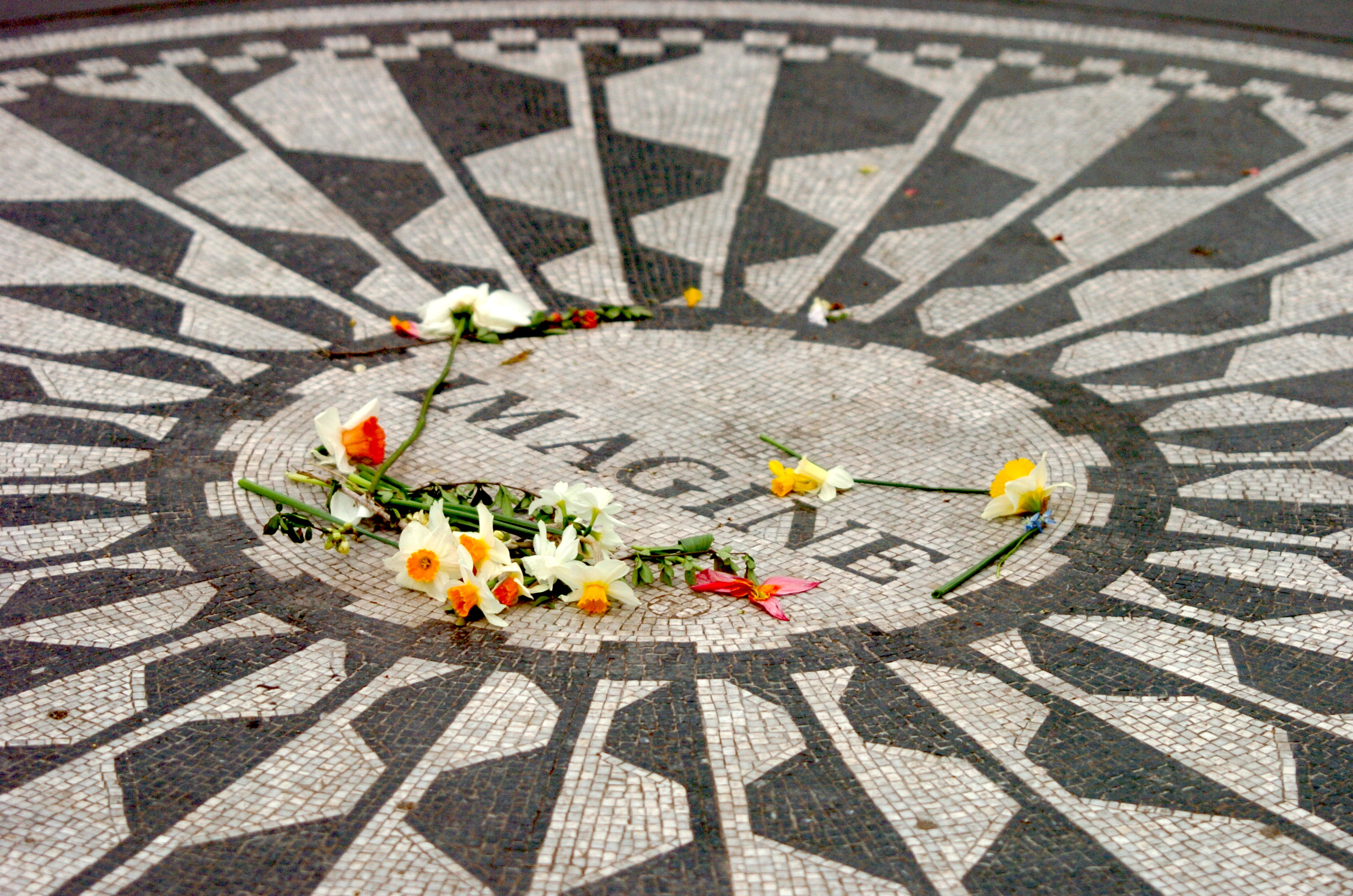
Le mémorial Strawberry Fields, mosaïque en hommage à John Lennon, sur les lieux de son assassinat à New York.

L'assassin, Mark Chapman, plaide coupable et écope d'une peine de prison à perpétuité, avec vingt ans incompressibles. Sa libération conditionnelle est refusée à dix reprises. En 2010, le comité chargé de juger sa sixième demande de sortie déclare : « Cet acte prémédité, insensé, égoïste et aux conséquences tragiques […] mène à la conclusion que [sa] libération demeure incompatible avec la sécurité de la communauté. » Les raisons de ce meurtre demeurent floues. Certains y voient le sentiment de trahison qu'aurait éprouvé Chapman, accusant l'idole de ne pas avoir tenu les promesses de paix et d'égalité des richesses qu'il communiquait dans ses chansons. D'autres y voient une « réponse » à sa phrase médiatique affirmant que la popularité des Beatles dépassait en Angleterre celle de Jésus. Chapman lui-même a reconnu ces motivations comme des raisons l'ayant poussé à assassiner Lennon. Dans une interview accordée à Lynne Schultz le 26 décembre 2006, Chapman se justifie : 

« Lennon nous dit d'imaginer un monde sans possessions, et le voilà avec des millions de dollars, des yachts, des propriétés et investissements immobiliers, se moquant des gens comme moi qui crurent ses mensonges et achetèrent ses disques, en construisant une grande partie de nos vies autour de sa musique. »

 Lennon avait évoqué sa mort violente en chansons, comme avec le « shoot [me] » (tire-moi dessus) répété avant chaque couplet de Come Together, ainsi que dans une interview. Le jour même de son assassinat, il avait déclaré : « Je considère que mon travail ne sera pas terminé tant que je ne serai pas mort et enterré, et j'espère que ce sera dans très, très longtemps. » En l'espace de quelques mois, son dernier album, Double Fantasy, s'écoule à sept millions d'exemplaires à travers le monde.

## Personnalité et engagements

### Personnalité

#### Humour et irrévérence

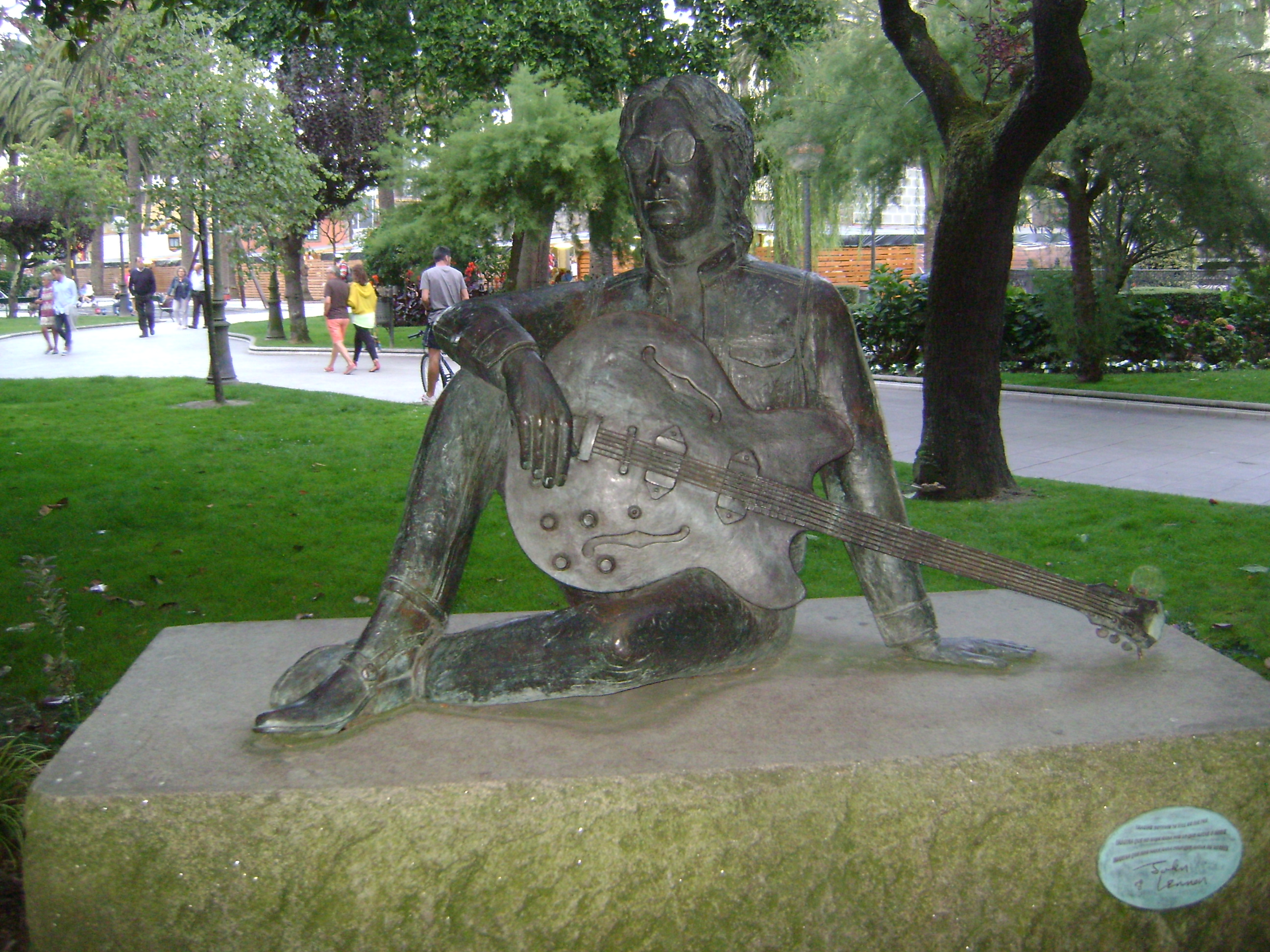
Statue de John Lennon, La Corogne (Espagne).

John Lennon se démarque par un sens de l'humour développé, qui fait partie intégrante de son image et de sa personnalité. Cet humour émaille notamment les chansons des Beatles qu'il a écrites ou ses contributions. Ainsi, dans Getting Better, alors que Paul McCartney chante que tout va de mieux en mieux tout le temps, Lennon rajoute que « ça ne peut pas être pire de toute façon ». Sur le refrain de sa chanson Girl, il chante avec les autres Beatles « tit-tit-tit-tit », soit « nichon-nichon-nichon » en argot, mais cela passe pour d'anodines vocalises et personne ne le remarque. Lennon peut également se montrer plus acerbe : lorsqu'il apprend que des professeurs étudient ses chansons en cours, il décide d'en écrire une dénuée de tout sens, I Am the Walrus (qui signifie littéralement : « Je suis le morse », en référence à Alice au pays des merveilles), afin de voir « ce que ces connards pourront trouver là-dedans » (le texte fera effectivement l'objet de méticuleuses exégèses, notamment parmi les fans, et sera souvent cité, en particulier la fameuse formule d'introduction : « I am he as you are me and you are he and we are all together », laquelle servira par exemple d'épigraphe au roman Villa Vortex de Maurice Dantec). Il écrit par la suite Glass Onion dans le même esprit, « révélant » qu'en réalité, le « morse » était Paul.
Lors des conférences de presse, Lennon, comme les autres Beatles, n'hésite pas à sortir quelques piques humoristiques, parfois teintées d'absurde et de non-sens. Ainsi, lorsqu'on lui demande en 1964 d'où vient le nom « Beatles », il répond : « J'ai eu une vision lorsque j'avais douze ans. J'ai vu un homme sur une tarte flamboyante qui m'a dit : « Vous êtes les Beatles avec un a ! » » Cet humour en interview devient une habitude des Beatles et perdure pendant toute la Beatlemania. En 1966, lors d'une conférence de presse à l'occasion d'un concert à Candlestick Park, on leur demande ce qui leur a inspiré Eleanor Rigby, ce à quoi Lennon répond, un brin sarcastique et provoquant l'hilarité générale : « Deux homos. Deux tapettes. » Par la suite, il tempère et relativise cet humour en interview : « On nous posait des questions-blagues et on faisait des réponses-blagues mais, en réalité, on n'était pas drôles du tout. Ce n'était que de l'humour de potaches, celui qui fait rire à l'école. » Dans le cadre confiné des studios d'enregistrement d'Abbey Road, Lennon ne manque jamais de provoquer de grands éclats de rire, notamment en transformant les traditionnels décomptes (One, two, three, four) en d'autres formulations dont il a le secret. On l'entend ainsi, sur le disque Anthology 2, lancer la première prise de A Day in the Life par un « sugarplum fairy, sugarplum fairy ».
Cet humour peut également se faire irrévérencieux. Le 4 novembre 1963, lorsque les Beatles ont l'honneur de jouer devant la famille royale lors du « Royal Variety Performance » au théâtre Prince of Wales de Londres, Lennon lâche une pique humoristique avant d'entonner Twist and Shout, au grand dam du manager du groupe, Brian Epstein, qui craignait un tel débordement : « For our last number I'd like to ask your help. Would the people in the cheaper seats clap your hands. And the rest of you, if you'd just rattle your jewellery. Thank you. We'd like to sing a song called "Twist And Shout". » (« Pour notre dernier titre, j'aimerais vous demander de l'aide. Les gens installés dans les places les moins chères veulent-ils bien frapper dans leurs mains ? Et tous les autres, agitez vos bijoux ! Merci. Nous aimerions chanter une chanson qui s'appelle Twist and Shout. ») Lennon utilise l'humour dans ce genre de situations intimidantes pour faire face à la pression. Lorsque les Beatles reviennent donner une série de concerts à Liverpool, ils sont peu sûrs d'eux, craignant le jugement que pourraient leur porter tous les gens qu'ils connaissent sur place. Lors d'une apparition au balcon, face à la foule, Lennon se fend alors d'un salut nazi, que personne ne semble remarquer. Il aime aussi amuser ses partenaires sur scène, en imitant les handicapés psychomoteurs, une plaisanterie récurrente en 1964, lorsqu'il demande au public de taper dans ses mains et frapper du pied. John s'amuse également à modifier les paroles de I Want to Hold Your Hand, sachant que l'assistance déchaînée ne distinguera rien : il chante « I want to hold your gland », en référence aux protubérances mammaires féminines. En août 1965, lorsque les Beatles deviennent le premier groupe de rock à donner un concert dans un stade, le Shea Stadium de New York, devant une assistance record, Lennon met ses camarades à l'aise à grand renfort de mimiques et gesticulations, martyrisant notamment un orgue Farfisa, avec ses coudes, au moment de l'interprétation de I'm Down, en jetant des clins d'œil amusés à George Harrison. McCartney témoigne : « C'était un des trucs bien, avec John : quand un concert s'avérait un peu délicat, et celui-là l'était sans le moindre doute, ses vieux réflexes de comique resurgissaient toujours. »

#### Croyances et spiritualité

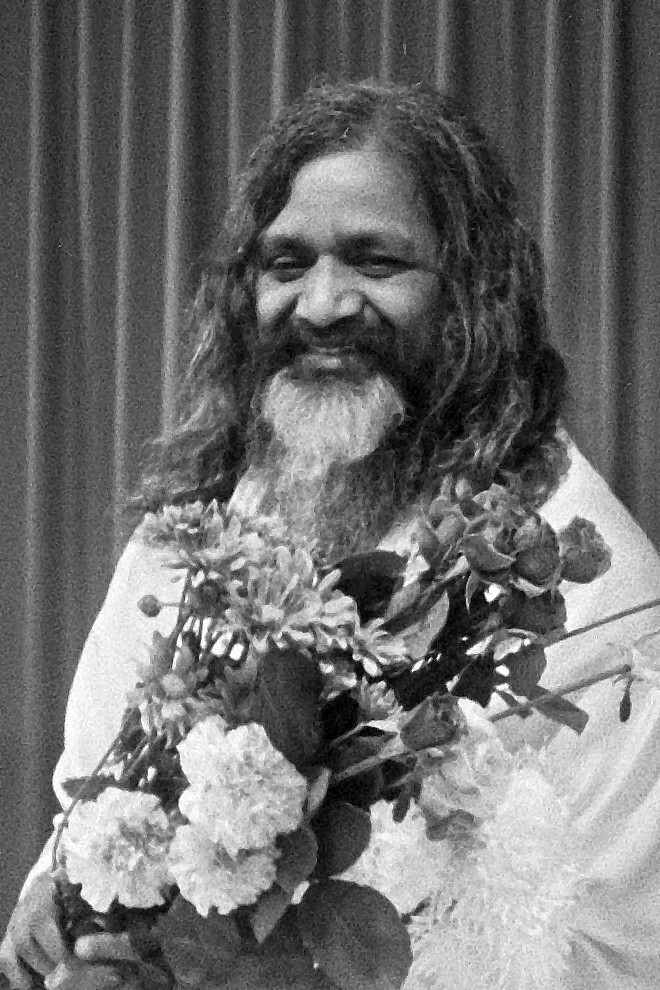
Lennon a un temps suivi les enseignements de Maharishi Mahesh Yogi.

John Lennon connaît une période où il s'oppose au christianisme, en réaction à son éducation chrétienne. Dans la chanson Girl, il glisse des allusions à cette religion, sur la souffrance nécessaire pour atteindre le Paradis. Il remet aussi en cause cette notion dans les deux livres qu'il écrit, où il s'en prend entre autres à l'Église : « J'y suis allé fort contre l'Église mais, bien que ça ait été criant, ça n'a jamais été relevé. » Lennon s'ouvre à d'autres spiritualités dès le milieu des années 1960, lorsqu'il lit l'ouvrage The Psychedelic Experience de Timothy Leary, Richard Alpert et Ralph Metzner, inspiré du Livre des morts issu du bouddhisme tibétain,. Cet ouvrage, profondément lié à l'usage de LSD, inspire à Lennon l'une de ses premières chansons aux tonalités psychédéliques, Tomorrow Never Knows, qui clôt l'album Revolver en 1966. Cependant, Lennon déclare en 1972 qu'il n'a jamais lu le Livre des morts tibétain, et s'est contenté de cette adaptation.
Comme les trois autres membres du groupe, John Lennon a également rencontré Maharishi Mahesh Yogi en août 1967 et a participé à un week-end de formation personnelle à la Méditation transcendantale. En 1968, le groupe se retire en Inde dans l'âshram du Maharishi ; ils y méditent et composent une grande partie des chansons de l'« Album blanc ». Cependant, Lennon s'est finalement fâché avec le maître spirituel, dont il pensait avoir percé les faiblesses (une rumeur circule sur le campement, par la suite démentie, selon laquelle il aurait commis un abus sexuel sur une participante) ; il l'exprime dans sa chanson Sexy Sadie, parue sur cet album. Cette dispute n'a cependant pas empêché Lennon de continuer à pratiquer la méditation. Dans le même esprit, il s'intéresse aussi aux mantras et au yoga.
John Lennon se passionne pour certains domaines d'inspiration mystique ou occulte, tels les tarots ou la numérologie. Il attribue en particulier une valeur importante au chiffre 9, qu'il considère comme étant intimement lié à sa vie. Né un 9 octobre tout comme son fils, et ayant vécu au numéro 9 de Newcastle Road à Liverpool, il l'utilise dans plusieurs titres de ses chansons : One After 909, Revolution 9 (sur lequel il assène en boucle « number nine, number nine… »), ou encore #9 Dream en solo. Après sa mort, les aficionados de la numérologie trouvent encore d'autres signes : il a été assassiné sur la 72e avenue (7+2) et, s'il est mort un 8 décembre à New York, en tenant compte du décalage horaire c'était déjà le 9 à Liverpool. Hasard ou non, Apple a choisi la date du 9 septembre 2009 (09/09/09) pour publier les versions remastérisées de tous les albums des Beatles.
L'auteur-compositeur-interprète américain James Taylor, signé par Apple en 1968, affirme avoir été à cette époque une influence délétère pour Lennon, lui fournissant des opioïdes. En 1970, afin de se débarrasser du poids de la mort de sa mère et de ses problèmes de dépendance à l'héroïne, Lennon entame une thérapie primale avec le docteur Arthur Janov, après avoir lu un de ses livres. En mal de publicité, Janov envoyait en effet son ouvrage aux célébrités du moment, comme Peter Fonda ou les Rolling Stones. Attiré par la perspective de ce « cri libérateur », John, accompagné de Yoko, suit un traitement de choc, où il doit replonger dans son enfance et recevoir des massages vigoureux, pour faire cesser ses « halètements névrotiques ». Après trois semaines, le docteur Janov lui offre la perspective d'une entrée aux États-Unis pour raisons médicales, ce qui enchante le musicien. Le couple se rend ainsi en Californie et le traitement suit son cours qui, d'après John, renforce ses liens affectifs avec Yoko. Cela dure jusqu'à une dispute entre Lennon et Janov, qui voulait le filmer pendant une séance collective de cris. L'accusant de chercher le scoop, Lennon entre progressivement en froid avec lui, et les critiques de Yoko Ono, de plus en plus régulières, le convainquent de mettre un terme à la thérapie. Il quitte ainsi Janov au moment où son visa américain expire ; incomplète, la thérapie aura duré quelques mois seulement. Les vestiges en sont pourtant audibles sur son premier album, paru fin 1970, John Lennon/Plastic Ono Band : par exemple, sur la chanson Mother, il se lamente à propos de ses parents et martèle, en hurlant à la fin du morceau : « Mama, don't go, Daddy, come home! » (« Maman, ne t'en vas pas, papa, reviens à la maison ! »). De ce traitement exigeant, Lennon sort dans un plus mauvais état qu'à son arrivée.
Lennon et Ono sont également à l'origine du concept de bagism. Leur idée est de critiquer les préjugés fondés sur les apparences, et de ne considérer que le message de l'interlocuteur, en lui parlant comme s'il était dans un sac. Lennon définit le bagism comme une « forme de communication totale ». Il mentionne par ailleurs cette pratique dans plusieurs chansons, notamment Give Peace a Chance et The Ballad of John and Yoko.

#### Drogues
Le premier contact de Lennon avec la drogue remonte à la période où les Beatles jouaient à Hambourg : aussi bien Astrid Kirchherr que certains clients des clubs avaient pour habitude de leur donner des amphétamines, qui leur permettaient de tenir le coup pendant les huit heures qu'ils devaient assurer presque chaque nuit. Lors de la première et triomphale tournée des Beatles à travers les États-Unis, à l'été 1964, Bob Dylan les initie à la marijuana. Celui-ci croit qu'ils sont des habitués, ayant compris le vers « I can't hide » (« je ne peux pas le cacher ») de la chanson I Want to Hold Your Hand comme « I get high » (« je plane »),.
Dans une interview pour Playboy, Lennon a expliqué que, durant le tournage de Help!, les Beatles « fumaient de la marijuana au petit-déjeuner ». Sa première épouse a également déclaré, dans une interview en 1995, que leur mariage avait commencé à battre de l'aile à cause de la notoriété du groupe et de l'usage de plus en plus important de drogues, auquel se livrait Lennon. Lennon a également consommé du LSD, comme le reste du groupe. Il a également connu, avec Yoko Ono, une addiction à l'héroïne pendant plusieurs années. En août 1969, il tente un sevrage total (évoqué à cette époque dans sa chanson Cold Turkey, l'expression étant couramment utilisée en anglais pour désigner un sevrage brutal d'une drogue) afin de concevoir un enfant viable, sans succès : le sevrage échoue et Yoko fait une fausse couche. Dans une interview accordée au magazine Rolling Stone en 1971, il explique qu'il en prenait avec elle lorsqu'ils souffraient, « à cause de ce que les Beatles et les autres [leur] faisaient ». Il y déclare également que c'est à cause du nombre de bad trips qu'il a vécus sous LSD qu'il a décidé d'arrêter ce genre de drogues. Le couple Lennon a affirmé ne plus avoir consommé de drogues depuis la naissance de Sean en 1975, même si Yoko a avoué une brève rechute à la fin de la décennie.
Les substances psychotropes ont une influence notable sur la créativité des Beatles et sur celle de Lennon en particulier. Ainsi, à partir de 1965 et Day Tripper notamment, il écrit de plus en plus de chansons faisant directement référence à la consommation de stupéfiants (Tomorrow Never Knows, She Said She Said, A Day in the Life, etc.). Par la suite, chacun cherche des allusions aux drogues dans les chansons du groupe : le titre Lucy in the Sky with Diamonds est fréquemment associé au LSD, en référence à ses initiales, alors que la Lucy en question était une camarade de classe du fils de Lennon. En revanche, Paul McCartney a expliqué qu'il était « assez évident » que la drogue avait inspiré le texte de la chanson. Les stupéfiants — en particulier le LSD — modifient aussi la façon de fonctionner du groupe : jusque-là considéré comme le leader des Beatles, Lennon se retire progressivement pour laisser Paul McCartney prendre les rênes. L'album Sgt. Pepper's Lonely Hearts Club Band est ainsi à attribuer principalement à McCartney, Lennon ayant expliqué, par la suite, qu'il était trop occupé à « détruire son ego », un des effets supposés du LSD. C'est ensuite l'héroïne qui contribue à l'éloignement de Lennon vis-à-vis du groupe, le plongeant progressivement, d'après McCartney, dans la paranoïa.
Comme beaucoup de célébrités des années 1960, Lennon n'échappe pas aux ennuis judiciaires en raison de sa consommation de drogues. En octobre 1968, alors qu'il habite Londres avec Yoko, la brigade des stupéfiants perquisitionne à son domicile et trouve une faible quantité de résine de cannabis. Lennon était persuadé de ne rien détenir, ayant été averti trois semaines auparavant de la possibilité de perquisition. Il décide de plaider coupable et s'en tire avec une caution de 400 livres à payer, pour lui et pour Ono. Le sergent détective Norman Pilcher, de la brigade des stupéfiants de la police de Londres, qui a mené la perquisition, est connu à l'époque pour traquer les célébrités de la scène pop-rock, ayant déjà réussi à confondre Donovan, Marianne Faithfull et les Rolling Stones pour les mêmes motifs. Cet épisode met un terme à l'« immunité » qui entourait les Beatles jusque-là, George Harrison se faisant prendre lui aussi l'année suivante ; ce dernier parle même d'un « complot de l'establishment ». Plus tard, Norman Pilcher est jugé coupable de parjure, dans d'autres circonstances. Quoi qu'il en soit, cette affaire sera retenue contre John Lennon, lorsque celui-ci voudra s'établir définitivement aux États-Unis dans les années 1970.

### Vie sociale

#### Caractère complexe
John Lennon souffre d'un manque d'amour parental dans son enfance, ce qui le conduit à avoir une faible estime de soi. S'il se montre parfois très attentionné — cette attention pouvant aller jusqu'à l'obsession dans le cas de Yoko Ono —, il lui arrive également d'avoir des réactions violentes à l'encontre de ses proches, ou de faire preuve d'un égo démesuré. Lors de sa rencontre avec Cynthia Powell, lorsque celle-ci décline une invitation de Lennon au prétexte qu'elle sort avec un autre garçon, il lui réplique : « Merde, je t'ai pas demandé de m'épouser, non ? » De même, il va jusqu'à la frapper lorsqu'il la surprend en train de danser avec son ami Stuart Sutcliffe. La forte tendance à la jalousie du chanteur contraste avec sa propre tendance à l'adultère, dont il se rend coupable à plusieurs reprises, durant la carrière des Beatles. Il évoque cet aspect de sa personnalité en chanson, notamment dans l'album Rubber Soul, avec Norwegian Wood (This Bird Has Flown) et Run for Your Life.
Cet aspect de la personnalité de l'artiste ne transparaît pas uniquement dans sa vie sentimentale, car il lui arrive de s'emporter avec ses amis et collègues de travail. Il exprime ainsi, en 1980, une déception à propos de certaines de ses compositions de la période Beatles, rejetant la faute sur Paul McCartney qui, selon lui, tentait inconsciemment de détruire ses grandes chansons, en particulier Across the Universe et Strawberry Fields Forever. Lennon va jusqu'à refuser de participer à l'enregistrement de Maxwell's Silver Hammer, qu'il qualifie de « chanson pour grands-mères ». Dans une interview à Rolling Stone, parue après la dissolution du groupe, il laisse aller ses rancœurs contre Paul McCartney et Brian Epstein, accusant ce dernier d'avoir sciemment spolié le groupe d'une grande partie de ses revenus.
Finalement, John Lennon raconte lui-même son histoire et son cheminement vers le pacifisme dans le pont de Getting Better, sa contribution à la chanson de Paul McCartney (en plus du fameux « can't get no worse » du refrain). Il s'en explique dans l'interview de 1980 pour Playboy : « Tout ce « I used to be cruel to my woman, I beat her and kept her apart from the things that she loved », c'était moi. J'étais cruel avec ma femme et, physiquement, envers toute femme. J'étais un cogneur. Je ne pouvais pas m'exprimer et je cognais. Je me battais avec les hommes et je frappais les femmes. C'est pour cela que je suis constamment branché sur la paix. » Dans cette chanson de 1967, quatrième plage de l'album Sgt. Pepper's Lonely Hearts Club Band, il ajoute d'ailleurs : « Man, I was mean but I'm changing my scene and I'm doing the best that I can » (« Mec, j'étais méchant, mais je change de décor et je fais du mieux que je peux »).

#### Relations avec les Beatles

Les rapports de John Lennon avec les autres ex-Beatles ont beaucoup varié après leur séparation.

Chaque membre des Beatles a souvent évoqué la très forte amitié qui liait le quatuor, de ses débuts au plus fort de la Beatlemania. Très soudés, et se considérant « dans l'œil du cyclone », créant un océan d'empathie au milieu de la folie qui les entoure en permanence, les Beatles sont même surnommés « le monstre à quatre têtes » au début des années 1960. Ringo Starr a par exemple évoqué « une incroyable intimité, rien que quatre types qui s'aimaient les uns les autres. C'était sensationnel. » Depuis le départ aussi, une très forte complicité lie John Lennon à Paul McCartney, son partenaire d'écriture, son alter ego, qui explique : « Le fait est que nous sommes vraiment la même personne. Nous sommes juste les quatre parties du même tout. »
Après la dissolution du groupe, les relations de Lennon varient grandement avec les autres anciens membres. Seul Ringo Starr conserve continuellement de bonnes relations avec lui. Il lui compose même certaines chansons durant sa période de tension avec Yoko Ono. De même, Lennon participe, comme Harrison et McCartney, au troisième album de Starr, Ringo. Cependant, si les quatre Beatles participent à l'album, ils ne sont à aucun moment tous réunis.
John et George Harrison conservent de bonnes relations jusqu'au départ de Lennon pour les États-Unis. Lorsque Harrison part en tournée à New York, Lennon accepte de le rejoindre sur scène. Cependant, leurs relations se tendent lorsque Lennon ne se présente pas à la réunion qui doit légalement dissoudre le groupe. De même, lorsqu'en 1980, Harrison publie son autobiographie I, Me, Mine, Lennon s'exaspère de ne pas y être cité et n'hésite pas à lancer quelques piques à ce sujet durant une interview pour Playboy.
Mais c'est avec Paul McCartney que les relations se tendent le plus. Pour son album Imagine, Lennon crée une violente chanson à son encontre, How Do You Sleep? (en réponse à la chanson Too Many People de Paul), dans laquelle il attaque violemment son ancien ami pour son conformisme, prétend qu'il n'a rien fait à part Yesterday et chante : « Those freaks was [sic] right when they said you was [sic] dead » (« Ces mabouls avaient raison de dire que tu étais mort », une référence à la rumeur sur la mort de McCartney lancée en 1966). Par la suite, Lennon déclare cependant s'être plus attaqué à lui-même qu'à Paul. Leurs relations se réchauffent quelque peu en 1974 et, en 1975, McCartney raconte que la dernière fois qu'ils se sont retrouvés ensemble chez Lennon, ils ont regardé l'émission Saturday Night Live, dans laquelle Lorne Michaels proposait de réunir le groupe pour 3 000 dollars. Dans son interview pour Playboy, Lennon raconte que, sur le moment, ils ont envisagé de se rendre aux studios de télévision pour faire une blague, mais qu'ils étaient trop fatigués. Le résultat a été imaginé dans le téléfilm Two of Us, sorti en 2000.
Après l'assassinat de Lennon, McCartney est sous le choc : sa dernière tentative de réconciliation s'était soldée par un échec, John le mettant littéralement à la porte. Cependant, peu avant sa mort, Lennon avait déclaré : « Je n'ai jamais demandé qu'à deux personnes d'être mes partenaires de travail ; l'une était Paul McCartney, et l'autre Yoko Ono. Pas mal, non ? » Par la suite, McCartney rend plusieurs fois hommage à son ami, en chanson. En 1982, il compose Here Today en son honneur, parue sur Tug of War, le premier album qu'il publie après la mort de Lennon. McCartney lui rend aussi hommage en concert ; à partir de 2008, il reprend sur scène A Day in the Life, Give Peace a Chance ou encore Being for the Benefit of Mr. Kite!.
C'est l'intéressé qui résume le mieux ses rapports avec les autres membres du groupe : lorsqu'on lui demande, en 1980, si ceux-ci sont ses pires ennemis ou ses meilleurs amis, Lennon répond que ce ne sont ni l'un ni l'autre, et qu'il n'en a vu aucun depuis un certain temps. Il déclare également : « Je continue à adorer ces mecs. Les Beatles, c'est fini, mais John, Paul, George et Ringo, ça continue. »

### Idéaux et polémiques

#### Engagement politique

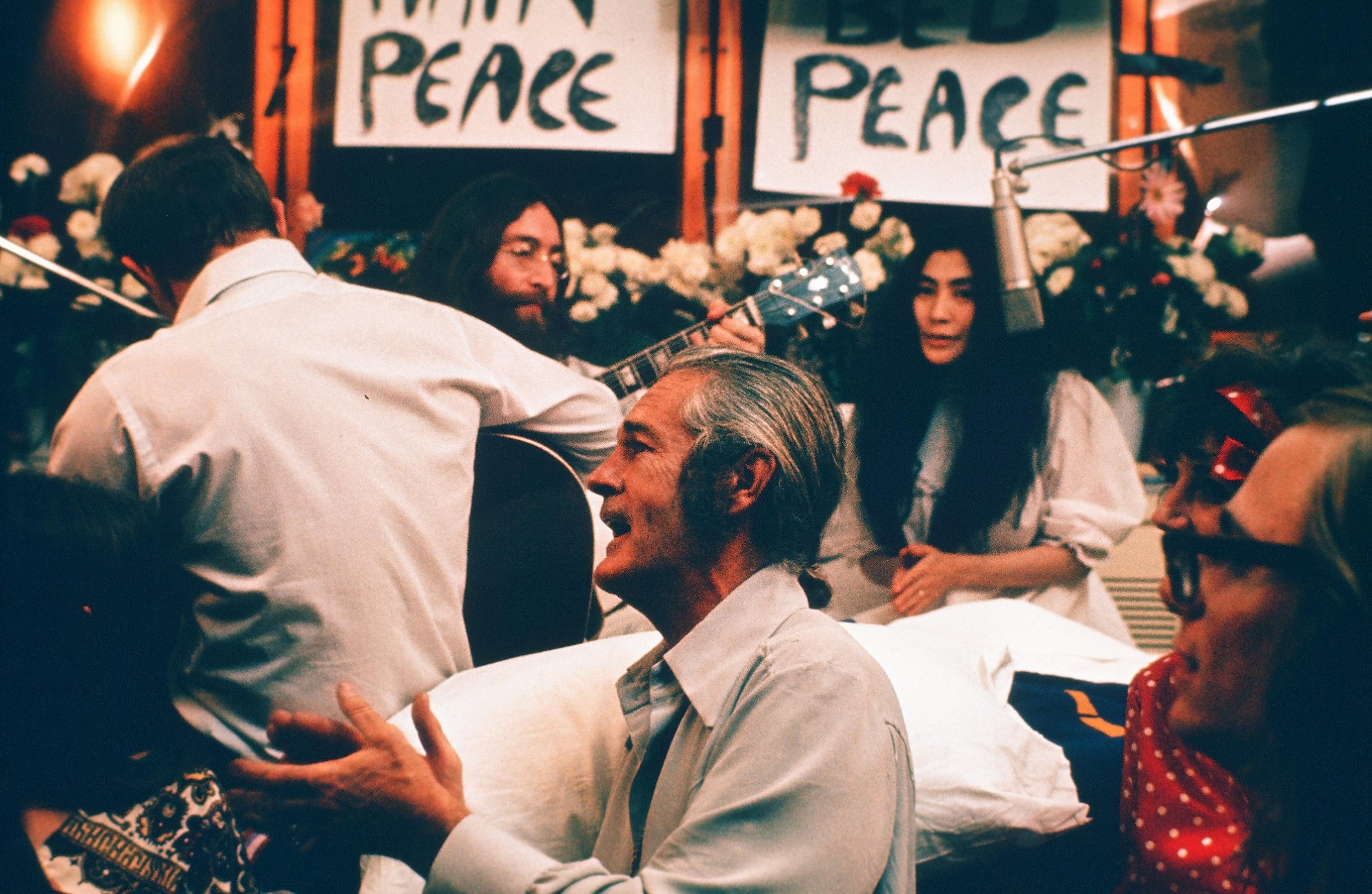
Lennon et Ono enregistrent Give Peace a Chance lors du bed-in de Montréal.

Si les idées de Lennon sont déjà visibles dans le film How I Won the War, sorti en 1967, il n'écrit sa première chanson ouvertement politique que l'année suivante : Revolution, publiée en single avec les Beatles. Il y indique en substance sa façon de faire la révolution, selon lui davantage une question d'état d'esprit, se méfiant des institutions, des grands mots et des mouvements collectifs rarement exempts de rancœurs et d'aliénations. Sa rencontre avec Yoko Ono le pousse à exprimer plus loin ses idées : l'année 1969 le voit s'activer sur tous les fronts médiatiques, accompagné partout par celle qui va devenir son épouse. Dès leur lune de miel à Amsterdam, en mars, Lennon et Ono organisent un « Bed-in for Peace » dans leur chambre d'hôtel où, en pyjama dans leur lit, ils reçoivent des journalistes pendant une semaine, pour promouvoir la paix dans le monde, obtenant ainsi une visibilité mondiale,. Les Lennon organisent alors un deuxième bed-in en juin, à Montréal ; ils ont en effet dû renoncer à leur premier choix, les États-Unis, car Lennon y est interdit d'accès. Au Canada, Lennon et ses amis enregistrent Give Peace a Chance dans leur chambre d'hôtel, le 1er juin 1969. La chanson est reprise par des manifestants opposés à la guerre, à Washington D.C., le 15 octobre suivant : Lennon, qui suit les événements depuis chez lui à Londres, décrit cette journée comme « l'une des plus belles de [sa] vie ».
Toujours en chanson, Lennon se propose de soutenir la candidature de Timothy Leary, « le Pape du LSD », au poste de gouverneur de Californie, en composant Come Together, en accord avec le thème de la campagne de Leary (« come together, join the party »). Cependant, il décide finalement de garder la chanson et l'enregistre avec les Beatles pour la publier en single. À la fin du mois de novembre 1969, John pousse son engagement jusqu'à renvoyer son insigne de membre de l'Empire britannique, alors détenu par sa tante « Mimi » Smith, à la reine d'Angleterre, en signe de protestation contre certains engagements de l'armée britannique. Si certains y voient une manœuvre publicitaire, Lennon reçoit, dans cette affaire, le soutien du philosophe Bertrand Russell. Il se permet même une petite pique à destination de la reine, dans un mot accompagnant sa médaille :

« Votre Majesté, je renvoie mon MBE pour protester contre l'engagement de la Grande-Bretagne dans le conflit Nigeria-Biafra, contre notre soutien des États-Unis au Viêt Nam, et contre les mauvaises ventes de Cold Turkey. Avec amour, John Lennon. »

En décembre, Lennon et Ono lancent la campagne War Is Over (« la guerre est finie ») : le couple diffuse, en plusieurs langues et dans le monde entier, le message « La guerre est finie… si vous le voulez. Joyeux Noël, John et Yoko ». Le même mois, le couple Lennon participe à une manifestation dédiée à James Hanratty (en), exécuté en 1962 alors que sa culpabilité a été remise en cause.
Lennon s'engage également aux côtés d'autres activistes et se radicalise progressivement. Au mois de janvier 1970, il se rase la tête et vend ses cheveux aux enchères pour soutenir Michael X (en), activiste et révolutionnaire noir de Londres. Le mois suivant, Lennon apparaît les cheveux courts dans l'émission Top of the Pops, où il interprète son nouveau single, Instant Karma!, véhiculant aussi un message de paix. L'année suivante, il se lie d'amitié avec Jerry Rubin et Abbie Hoffman, fondateurs du Youth International Party, mouvement de gauche anti-guerre et anti-raciste ; Lennon accepte ainsi de donner un concert de soutien lorsque des détenus noirs sont abattus au cours d'émeutes en prison. Le mois suivant, lorsque le poète John Sinclair est arrêté pour avoir vendu deux joints de marijuana à un policier sous couverture, Lennon lui dédie une chanson et participe à un concert de soutien, le 10 décembre 1971. Il apparaît sur scène aux côtés de Yoko Ono, Phil Ochs, Stevie Wonder et d'activistes pacifistes. Sinclair est libéré trois jours plus tard. C'est à l'occasion de ce concert que le FBI commence à s'intéresser au cas de Lennon, des agents dissimulés dans la foule ayant enregistré tout ce qui s'y passait. En 1972, soit l'année suivante, Lennon écrit la chanson Angela pour soutenir la campagne visant à faire libérer Angela Davis, activiste proche des Black Panthers.
Un ancien agent du MI-5, David Shayler, a également déclaré que Lennon avait donné de l'argent à l'Irish Republican Army, à la suite du Bloody Sunday. Choqué par l'événement, le chanteur a en effet expliqué qu'il préférait être du côté de l'IRA plutôt que de celui de l'armée britannique. Lennon écrit deux chansons en référence à cet épisode : The Luck of the Irish et Sunday Bloody Sunday (où il exprime son soutien aux catholiques), parues sur l'album Some Time in New York City en 1972. Cette année-là, Lennon aurait également financé le Workers Revolutionary Party, un parti trotskiste britannique. Les dons du chanteur à l'IRA et au WRP s'élèveraient au total à 45 000 livres. Ces informations, révélées seulement en 2000 dans la presse, ont été fermement démenties par Yoko Ono.

#### Tentative d'expulsion des États-Unis
En 1972, craignant que les activités pacifistes et le soutien de Lennon au démocrate George McGovern ne coûtent sa réélection à Richard Nixon, le gouvernement américain tente de chasser le chanteur du pays. En février, John Lennon est cité dans un rapport confidentiel de la Commission à la sécurité intérieure, au sujet de militants de gauche en pleine campagne anti-Nixon : « Ces gauchistes, notamment Rennie Davis (en), déjà arrêté pour des participations à des actions de ce type lors du rassemblement du parti démocrate à Chicago en 1968, prévoient d'utiliser John Lennon afin de recruter le plus de gens possible. » Nixon lui-même aurait personnellement demandé que Lennon soit désormais surveillé. De plus, le sénateur Strom Thurmond considérait que « l'expulsion pouvait être une contre-mesure stratégique » contre Lennon. Par ailleurs, certaines chansons du musicien sont interdites et il est constamment suivi, selon ses dires, par des agents du FBI qui ne cherchent même pas à se cacher :

« J'ouvrais ma porte, et hop ! Il y avait un gars en faction de l'autre côté de la rue. Ils me suivaient partout, tout le temps ! Et surtout, ils tenaient à ce que je m'en rende compte ! »

Les procédures pour l'expulser débutent le mois suivant, se fondant sur un délit de possession de cannabis datant de 1968, alors que Lennon résidait encore à Londres. S'ensuivent quatre ans de procès. Le 16 mars 1972, Lennon reçoit son ordre d'expulsion du territoire américain. Toutefois, il parvient à y rester, grâce à son avocat Leon Wildes et au soutien de nombreuses personnalités, via une pétition signée entre autres par Bob Dylan, Fred Astaire et même John Lindsay, alors maire de New York. Les problèmes de Lennon avec l'administration des États-Unis ne l'empêchent pas de continuer son action. Il participe ainsi, en mai, à une manifestation pacifiste à Manhattan. En juin, il publie un nouvel album, Some Time in New York City, de loin son disque le plus engagé politiquement.
Le 23 mars 1973, Lennon est à nouveau prié de quitter le pays dans les soixante jours,. Ono et lui répondent, le 1er avril, par un discours exprimant leur volonté de créer un état conceptuel, sans frontières, ni territoire, ni passeport, mais uniquement un peuple : Nutopia (prononcé comme new-topia). Cette « Nouvelle Utopie » a pour hymne national un silence de quelques secondes, et tous ses citoyens en sont ambassadeurs. Le 27 juin, le couple apparaît aux audiences du procès du scandale du Watergate.
Par la suite, les successeurs de Nixon — Gerald Ford, puis Jimmy Carter — se montrent moins impliqués dans le combat contre Lennon ; ce dernier est même présent au gala d'investiture de Carter. Finalement, il reçoit sa carte de résident permanent en juillet 1976, avec la possibilité de devenir citoyen des États-Unis d'Amérique après cinq ans. Le récit de ces événements a fait l'objet d'un documentaire, Les U.S.A. contre John Lennon, sorti en 2006.

## Œuvres

### Musique

#### Chant
Si John Lennon chante une grande partie du répertoire des Beatles, il n'en déteste pas moins sa voix.

« Il avait un dégoût inné pour sa propre voix, que je n'ai jamais compris. Il me disait toujours de faire quelque chose de sa voix, mettre quelque chose par-dessus, la rendre différente. »

— George Martin,
De fait, le producteur effectue régulièrement des retouches ou des corrections pour satisfaire le chanteur. Lennon est toutefois capable de performances vocales spectaculaires. Ainsi, enrhumé lors de l'enregistrement de l'album Please Please Me, bouclé en douze heures d'affilée, il préserve sa voix jusqu'au dernier moment, avant de hurler sur Twist and Shout, tout en étant conscient qu'il aggrave son mal et s'abîme la voix pour les jours qui suivent. On voit aussi, dans la série vidéo Anthology, George Martin jouer la bande de la première prise d'A Day in the Life, sans aucun artifice, et s'émouvoir : « Écoutez la voix de John ! Elle me donne des frissons à chaque fois que je l'écoute ! » Mais surtout, du début à la fin du groupe, la complémentarité des voix de John Lennon et de Paul McCartney, l'expressivité, la justesse, la finesse et le timbre de leurs harmonies, sont pour beaucoup dans le succès des Beatles.
Avec les débuts de sa carrière solo, Lennon compose davantage de ballades comme Imagine, sur lesquelles sa voix s'illustre de façon plus douce que sur les premiers rocks des Beatles. Au début des années 1970, le début de sa thérapie du cri primal a des effets qui se ressentent sur les chansons de l'album John Lennon/Plastic Ono Band, comme Mother ou I Found Out, où il hurle littéralement. Mais il avait déjà été l'auteur de performances aussi extrêmes avant d'entamer cette thérapie : un an plus tôt, sur Cold Turkey, il explorait les limites de sa voix pour rendre compte des affres du sevrage, expliquant avoir été inspiré par Yoko Ono.

#### Instruments

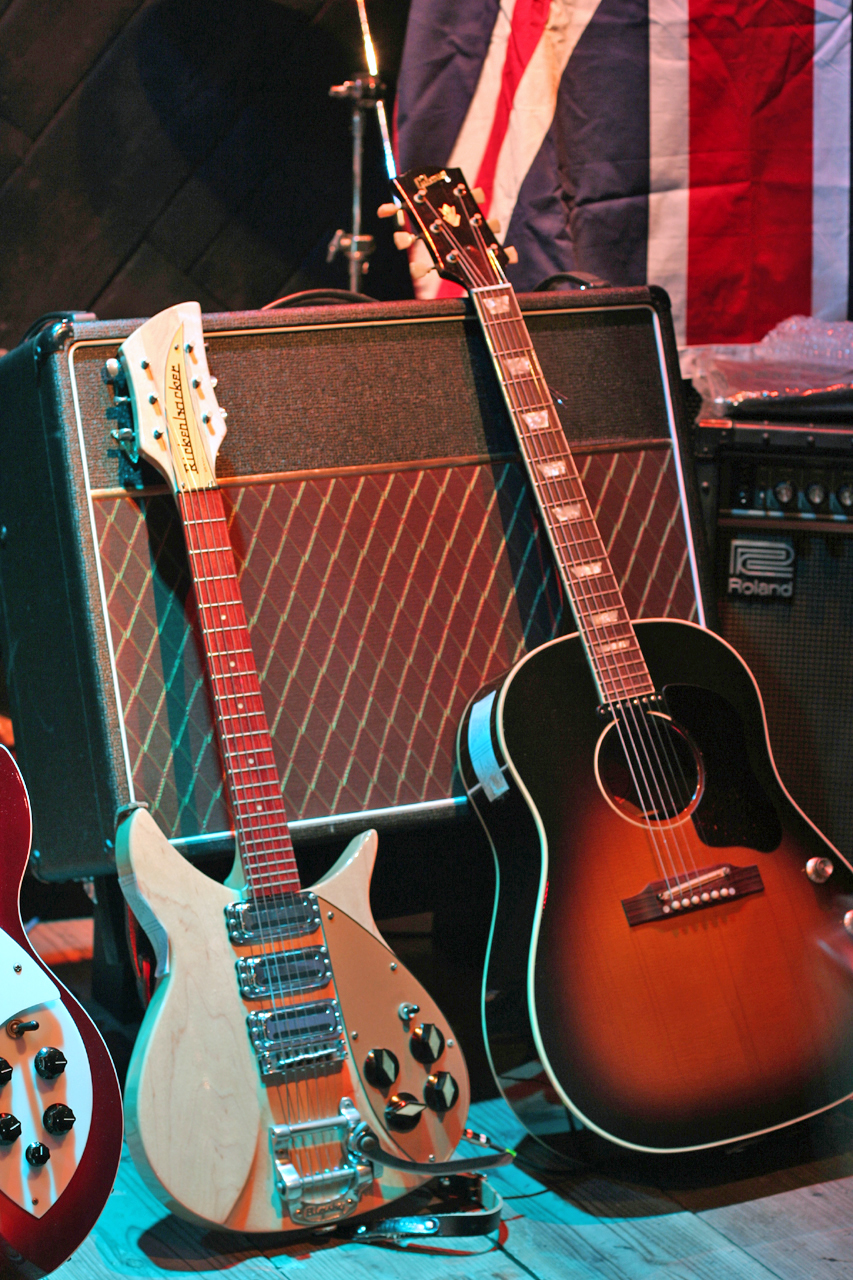
Quelques guitares utilisées par John Lennon.

Le premier instrument dont Lennon apprend à jouer est l'harmonica. Son oncle George Smith lui en offre un dans son enfance et lui apprend à en jouer. L'instrument revient souvent dans les premières prestations des Beatles à Hambourg et au Cavern Club, et devient un effet récurrent de leurs premiers enregistrements, intervenant ainsi sur plusieurs singles tels que Love Me Do, Please Please Me ou From Me to You. Lennon abandonne par la suite cet instrument, qu'il utilise pour la dernière fois en studio sur I'm a Loser : il considère que l'effet créé est désormais sans surprise.
L'instrument de prédilection de John Lennon est la guitare, à laquelle il est initié dans sa jeunesse par sa mère Julia, qui lui enseigne tout d'abord le banjo, ainsi que le piano. Sur la plupart des titres des Beatles, il tient ainsi la guitare rythmique, tandis que George Harrison est guitariste soliste. S'il utilise une guitare acoustique avec les Quarrymen, il utilise majoritairement des guitares électriques avec les Beatles. L'une d'entre elles, sa Rickenbacker 325, est devenue emblématique, et a été reproduite comme contrôleur de jeu pour The Beatles: Rock Band, sorti en 2009. Il a aussi rendu célèbre un autre modèle de guitare, l'Epiphone Casino, notamment utilisée dans les clips de Hey Jude et Revolution en 1968, ainsi que lors du concert sur le toit d'Apple en 1969. Lennon joue de très rares fois de la basse, notamment sur les titres Helter Skelter, Let It Be et The Long and Winding Road, dans les cas où Paul McCartney est au piano ou à la guitare électrique. Il est aussi amené à jouer de l'orgue, comme dans la séquence de The Night Before du film Help!, ou lors du concert au Shea Stadium de New York en 1965 pour l'interprétation de I'm Down.
Durant sa carrière solo, Lennon montre également un certain talent pour le piano, instrument déjà utilisé lors de séances de composition avec Paul McCartney, par exemple pour I Want to Hold Your Hand née d'une improvisation au piano. Le titre souvent considéré comme le plus emblématique de Lennon en solo, Imagine, est aussi joué au piano. Durant cette époque, Lennon s'essaie également à divers bricolages sonores avec Yoko Ono, aboutissant à des morceaux d'avant-garde et des albums de musique expérimentale tels que Two Virgins. Il en est de même au sein des Beatles, où Lennon, s'il n'est pas le premier à s'intéresser à l'avant-garde, est le premier à placer un morceau du genre sur un album, le Revolution 9 de l'« Album blanc ».

### Écriture et art

#### Auteur-compositeur

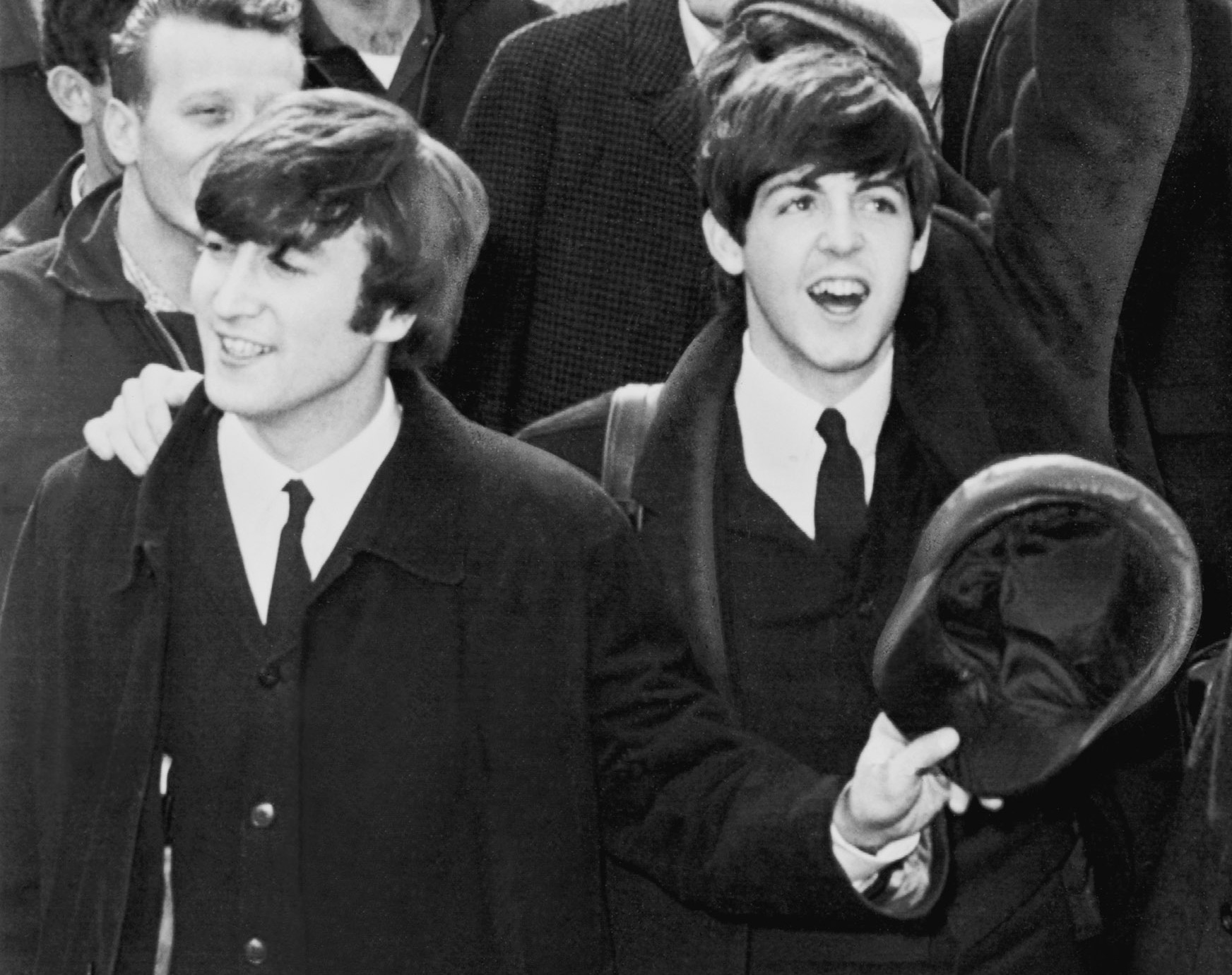
Le tandem Lennon/McCartney est à l'origine de la majorité des succès des Beatles.

Durant la carrière des Beatles, Lennon signe toutes ses chansons de la marque Lennon/McCartney, son partenaire faisant de même, qu'une chanson ait été écrite en collaboration ou non. Formé à la suite de la rencontre des deux musiciens dès 1957, le duo écrit ses premières chansons lors de séances chez Paul ou à « Mendips ». Il n'est pas rare que l'un ait un titre en tête, auquel cas l'autre rajoute les couplets, compose un pont ou un solo. Leurs premiers hits internationaux, From Me to You, She Loves You ou I Want to Hold Your Hand, sont écrits en totale collaboration. Les compositions de ce type sont plus fréquentes au début de leur carrière. Dans le cas où l'idée de départ vient de Paul McCartney, Lennon apporte souvent un contrepoint à l'optimisme des chansons de son partenaire ; ainsi ajoute-t-il une touche de tristesse ou d'impatience à We Can Work It Out et Michelle. Sur le contenu des chansons, Lennon a généralement plus tendance à parler de lui-même, là où McCartney a davantage de facilités à imaginer les situations ou des personnages fictifs. Parmi ses influences en termes d'écriture, Lennon cite volontiers Bob Dylan, dont les textes l'ont poussé vers plus d'introspection et d'analyse de ses propres sentiments.
Progressivement, John et Paul préfèrent composer séparément, ce qui ne les empêche pas de s'aider et de compléter réciproquement leurs chansons. En 1967, McCartney ajoute ainsi une transition au sein de A Day in the Life de Lennon, tandis qu'ils élaborent ensemble With a Little Help from My Friends. De même, I've Got a Feeling est un mélange de chansons inachevées de chacun. Par ailleurs, si McCartney écrit les chansons les plus populaires du groupe (Hey Jude, Yesterday), c'est Lennon qui est à l'origine des compositions les plus abouties sur le plan musical (Strawberry Fields Forever, I Am the Walrus).
Après la fin du groupe, Lennon reconnaît volontiers avoir écrit quelques chansons « médiocres » dans un but plutôt alimentaire, comme Little Child ou Any Time at All. Avec le temps, il écrit des chansons plus personnelles ; I'm a Loser décrit ainsi ses sentiments du moment. De même, il compose Nowhere Man alors qu'il se sent déprimé, et « homme de nulle part », et In My Life, où, devenu une star planétaire à 25 ans, il se retourne avec nostalgie sur son passé. Il lui arrive également d'exprimer ses craintes quant à sa vie sentimentale, dans Run for Your Life, où il menace sa femme de la tuer en cas d'adultère, un acte dont il ne se prive pourtant pas en tournée, ou Don't Let Me Down, cri déchirant de Lennon à Yoko Ono, l'incitant à rester auprès de lui. Par ailleurs, il compose, à partir de 1966, des chansons aux tonalités psychédéliques et aux textes remplis de non-sens. D'autres créations, comme I Want You (She's So Heavy) ou You Know My Name (Look Up the Number) sont plus minimalistes dans leur texte.
Si, au sein des Beatles, John Lennon ne s'est permis qu'une seule chanson politique (Revolution), il lance sa carrière solo avec Give Peace a Chance, un titre à vocation contestataire et pacifiste. Son engagement politique émaille ainsi toute sa discographie en solo, avec des hymnes tels Power to the People, Imagine et Working Class Hero, ou encore des chansons de soutien spécifique à diverses causes. Dès son premier album, John Lennon/Plastic Ono Band, Lennon tourne la page des Beatles, en les citant, dans la chanson God, parmi les symboles auxquels il ne croit plus. Les textes de l'album contiennent déjà les thèmes qui lui seront chers par la suite, l'étude de soi-même et de ses doutes, et sa relation avec Yoko Ono, à qui il consacre régulièrement des chansons. Il s'essaie également à d'autres façons d'écrire, moins conventionnelles : les « chansons journalistiques », écrites à la va-vite, sur l'album Some Time in New York City ; les berceuses (Beautiful Boy, à destination de son fils Sean) ; ou les chants de Noël (Happy Xmas (War Is Over), également un titre pacifiste). Mûri, Lennon s'inspire de ses lectures : ainsi Mind Games est une référence à un livre de psychologie traitant de l'élévation de conscience. De même, il explore le féminisme, sous l'influence de Ono, via Woman Is the Nigger of the World et surtout Woman, qu'il écrit après avoir lu notamment The First Sex d'Elizabeth Gould Davis. Lennon se laisse aussi volontiers aller à la nostalgie, mais règle aussi ses comptes, parfois durement, avec Paul McCartney (How Do You Sleep?), avant de se retourner contre Allen Klein (Steel and Glass). Enfin, il n'oublie pas ses racines rock 'n' roll et compose encore quelques titres dans ce style, comme It's So Hard, qu'il enregistre avec le saxophoniste renommé King Curtis.

#### Écrivain et artiste
John Lennon commence à écrire et dessiner de façon créative assez tôt, à la suite des encouragements de son oncle. Il rassemble ses histoires, ses poèmes, ses bandes dessinées et ses caricatures dans un cahier d'exercices de son école, qu'il baptise le Daily Howl (« Le hurlement quotidien »), et qu'il montre à ses amis pour les amuser. L'ensemble est truffé de jeux de mots, les dessins qu'il crée représentent souvent des personnes handicapées — pour lesquelles John éprouve une certaine fascination, voire, d'après George Harrison, de la peur — et les histoires qu'il raconte sont satiriques à souhait. En 1964, Lennon publie son premier ouvrage, In His Own Write (En flagrant délire), un recueil de dessins, de poèmes et de courtes histoires pleines d'humour et de non-sens, dont certaines sont reprises du Daily Howl. « C'est ma forme d'humour. Je masquais mes sentiments derrière du charabia. » Par exemple, il joue sur la sonorité des mots, à l'image du titre du livre (In His Own « Write », au lieu de « right ») ou encore son texte introductif (« I was bored on the 9th of Octover 1940 », bored au lieu de born, ce qui donne « Je me suis ennuyé le… » au lieu de « Je suis né le… », et Octover au lieu de October). Le livre est apprécié par la critique, ce qui surprend son auteur : « À mon grand étonnement, les critiques l'ont aimé. Je ne pensais pas que le livre serait ne serait-ce que critiqué. Je ne pensais pas que les gens accepteraient le livre comme ils l'ont fait. Pour dire vrai, ils l'ont considéré plus sérieusement que moi je l'ai fait. Tout ça a commencé comme une blague pour moi. ».
À la suite du succès du premier, Lennon publie un second ouvrage, A Spaniard in the Works (traduit en Un glaçon dans le vent), en 1965. Le livre contient notamment une histoire sur Sherlock Holmes, qu'il déclare être la chose la plus longue qu'il ait jamais écrite. Concernant sa façon de travailler, Lennon avoue être chaotique et dissipé : « Mon esprit ne s'attarde pas longtemps sur le même sujet. J'oublie qui j'ai mis en scène, je me perds, j'en ai marre et ça m'ennuie. C'est pour ça que je tue généralement tout le monde. Je les ai tous tués dans le premier livre mais, dans le deuxième, j'ai essayé de ne pas le faire, j'ai essayé de progresser. » Lennon reste par ailleurs très influencé par Lewis Carroll ainsi que Ronald Searle, et nourrit, à l'époque, l'ambition d'écrire un livre pour enfants. Un glaçon dans le vent se vend cependant moins bien que le premier.
Ces deux livres inspirent une pièce de théâtre, The John Lennon Play: In His Own Write, mise en scène en 1968. La première représentation de la pièce marque d'ailleurs l'une des premières apparitions publiques de Lennon au bras de Yoko Ono. Lorsqu'il se retire de la vie publique pour s'occuper de son fils Sean, Lennon se consacre à nouveau à l'écriture et au dessin. Ces œuvres seront publiées dans Skywriting by Word of Mouth et Real Love: The Drawings for Sean.

#### Collaborations
Outre ses collaborations avec les Beatles, en groupe ou en solo, et sa femme Yoko Ono, Lennon a travaillé avec d'autres musiciens : 
- il partage la scène, le 6 juin 1971 lors d'un concert au Fillmore East de New York, avec Frank Zappa et The Mothers of Invention. Cette prestation est incluse dans l'album double de Lennon, Some Time in New York City[58] ;
- en 1973, il produit la reprise de la chanson Too Many Cooks (Spoil The Soup) par Mick Jagger qui ne sera publiée qu'en 2007 sur le Very Best of (en) du chanteur des Rolling Stones[59] ;
- en 1974, il produit l'album Pussy Cats (en) de son ami Harry Nilsson sur lequel il coécrit Mucho Mungo/Mt. Elga. Nilsson collaborera à l'écriture de la chanson Old Dirt Road de l'album Walls and Bridges ;
- il invite Elton John à chanter et faire les claviers sur sa chanson Whatever Gets You Thru the Night en 1974. Il montera sur scène à New York invité par celui-ci le temps de trois chansons ;
- en 1975, il coécrit, avec David Bowie et Carlos Alomar, la chanson Fame et participe à son enregistrement. Il joue de la guitare acoustique pour la reprise de Across the Universe parue aussi sur l'album Young Americans de Bowie.

### Discographie

#### Avec les Beatles
La discographie de John Lennon est tout d'abord commune avec celle des Beatles, et débute avec le premier album du groupe, Please Please Me sorti en 1963, auquel succède rapidement With the Beatles la même année. Si ces deux albums contiennent un certain nombre de reprises, ils comprennent également les premières chansons signées Lennon/McCartney. Plusieurs albums se succèdent durant la Beatlemania, au rythme effréné de deux albums par an en moyenne, dont A Hard Day's Night sur lequel dix des treize chansons sont de sa plume, jusqu'à la sortie en 1965 de Rubber Soul, qui marque un tournant pour le groupe. Il s'agit également du début de la période hippie de Lennon, illustrée par la chanson The Word.
Les deux albums suivants, Revolver (1966) et Sgt. Pepper's Lonely Hearts Club Band (1967), sont souvent considérés comme l'apogée artistique du groupe. C'est également valable pour Lennon qui compose à cette époque plusieurs de ses chansons les plus appréciées, telles que Strawberry Fields Forever, Lucy in the Sky with Diamonds et I Am the Walrus, aux tonalités psychédéliques. La préparation de l'« Album blanc » marque le début des tensions entre John et Paul McCartney. Lennon compose à cette époque un grand nombre de chansons. L'album est en particulier marqué par Revolution 9, un collage sonore réalisé par John et Yoko Ono, et inséré sur l'album en dépit du désaccord manifeste de McCartney et George Martin. Sur Abbey Road, Lennon compose ce qu'il considère comme l'une de ses chansons préférées, Come Together.

#### Carrière solo
John Lennon réalise son premier album hors du groupe en 1968, avec Two Virgins. Il s'agit d'un album de musique expérimentale réalisé avec Yoko Ono, dont la pochette est ornée d'une photographie du couple entièrement nu. L'album, qui fait scandale pour ce motif, ne connaît qu'un succès relatif. Le premier véritable single solo de Lennon est Give Peace a Chance, enregistré à Montréal en 1969. Après la séparation définitive des Beatles, Lennon réalise en 1970 son premier album de chansons, John Lennon/Plastic Ono Band, qui devient l'un de ses albums les plus populaires. Il se caractérise par ses tonalités mélancoliques (Mother, Isolation) et parfois belliqueuses (Working Class Hero).
En 1971 sort Imagine, album-phare du musicien, qu'il décrit comme « Working Class Hero avec du sucre »,. L'album contient la chanson Imagine, laquelle atteint le sommet des classements de nombreux pays et devient avec le temps l'un des plus grands hymnes pacifistes jamais écrits. Au cours des trois années qui suivent, Lennon enregistre encore quatre albums, relativement mineurs, dont Walls and Bridges qui se classe no 1 aux États-Unis. Il se retire ensuite pendant cinq ans, pour s'occuper de son fils Sean, et revient en 1980 avec Double Fantasy, en très étroite collaboration avec Yoko Ono. Le chanteur est assassiné peu après.
Nombre d'albums paraissent après la mort de Lennon. S'il s'agit surtout de compilations, on trouve également un album studio publié en 1984, à titre posthume, Milk and Honey, et une collection d'inédits publiée en 1986, intitulée Menlove Ave. Le coffret John Lennon Anthology, sorti en 1998, est un panorama de la carrière solo de l'artiste, contenant un certain nombre de prises inédites.
En combinant tous les formats de ventes (albums physiques, singles physiques, vidéos musicales, téléchargements numériques, sonneries de téléphone, streaming audio et vidéo, etc.) à l'aide de pondérations adaptées (par exemple 1 single physique = 3/10e d'album), les ventes de disques de la carrière solo de John Lennon ont atteint, en octobre 2018, 72 647 000 unités en « équivalent album » dans le monde
,.

### Filmographie
Comme acteur, hormis les quatre films dont le groupe est le sujet principal pendant sa carrière, John Lennon joue dans un seul film, en 1967. Après la séparation des Beatles, il produit plusieurs courts-métrages d'avant-garde, avec sa femme Yoko Ono.

#### Succès des Beatles

Les Beatles dans un extrait de la bande annonce du film Help!. John Lennon est devant, suivi de Paul McCartney et George Harrison.

La première incursion des Fab Four au cinéma date de 1964, avec A Hard Day's Night, réalisé par Richard Lester. Ce documentaire parodique en noir et blanc est supposé montrer comment les Beatles vivent en pleine Beatlemania. Cependant, la représentation de la folie qui les entoure est édulcorée car, en réalité, les quatre Beatles commencent à la vivre de plus en plus difficilement, spécialement Lennon. Celui-ci s'enfonce progressivement dans un profond mal de vivre, qu'il transpose dans sa chanson Help!, point de départ du film du même nom, de nouveau réalisé par Lester en 1965. Cette fois, le film est en couleurs et l'histoire est totalement fictive : les Beatles sont poursuivis par une secte hindoue qui cherche à récupérer une bague sacrificielle que Ringo porte à son doigt. Tous les membres critiquent le film à sa sortie, se considérant comme relégués dans un rôle secondaire.
En août 1966, la Beatlemania a pris une ampleur effrayante et dangereuse, consternant les Beatles. Ils décident de mettre un terme aux tournées et arrêtent de jouer en public. Lennon vit mal cet arrêt qui, pour lui, signifie la fin des Beatles en tant que groupe de rock. Il tente de trouver une autre solution et accepte un rôle de soldat dans le film How I Won the War, toujours réalisé par Lester et sorti en 1967. Pendant le tournage, il compose Strawberry Fields Forever, annonciatrice des productions des Beatles de cette année-là. Après un Sgt. Pepper's Lonely Hearts Club Band au succès retentissant, le groupe, sous la direction de Paul McCartney, se lance dans un film, que ce dernier produira lui-même. Le résultat est Magical Mystery Tour, réalisé avec la collaboration de Bernard Knowles et paru fin 1967. Le film met en scène les Beatles dans un voyage en autobus psychédélique, accompagnés d'un rassemblement hétéroclite d'acteurs choisis au hasard. Le succès n'est pas au rendez-vous ; les critiques descendent le film et même le public est déçu. Les chansons du film, rassemblées sur le double EP Magical Mystery Tour, sont cependant bien accueillies, toutes dans la même veine psychédélique que celles de Sgt. Pepper's.

#### Projets expérimentaux
À la suite de ce premier échec critique et commercial et de sa rencontre avec Yoko Ono, John Lennon essaie de s'aventurer hors du cadre des Beatles et participe, fin 1968, au Rock and Roll Circus, une émission musicale organisée par les Rolling Stones. Auparavant, il aurait dû s'impliquer, avec le groupe, dans le film animé Yellow Submarine, réalisé par George Dunning. Mais les Beatles, se désintéressant du projet, n'y prêtent même pas leurs voix et s'occupent exclusivement de fournir une poignée de chansons, rassemblées par la suite sur l'album du même nom.
Le dernier film de John avec les Beatles constitue le témoignage de la séparation du groupe. Au début de 1969, le groupe doit faire un dernier film pour honorer son contrat avec United Artists, alors que ses membres n'ont plus la moindre envie de jouer une nouvelle comédie. On décide donc de les filmer en répétition, pour un concert final sur le toit des bureaux d'Apple. Cependant, les tensions sont manifestes pendant le tournage et transparaissent dans le film. Les Beatles attendent un an avant de le laisser sortir, tant ils sont insatisfaits du résultat. Let It Be, réalisé par Michael Lindsay-Hogg, paraît en 1970, peu avant l'album éponyme. Lors de sa sortie, le groupe s'est déjà séparé.
En 1968, quelque temps avant que les Beatles ne se séparent, Yoko Ono initie Lennon à la réalisation de courts films expérimentaux. Le couple en produit plus d'une trentaine jusqu'en 1972. La plupart consistent en des extraits de concerts filmés et de clips, tandis que d'autres ont un concept bien défini, par exemple Self-Portrait qui montre le pénis de John en phase d'érection, et Erection, qui présente, en avance rapide, la construction de l'International Hotel de Londres.

## Postérité

### Héritage

#### Patrimoine

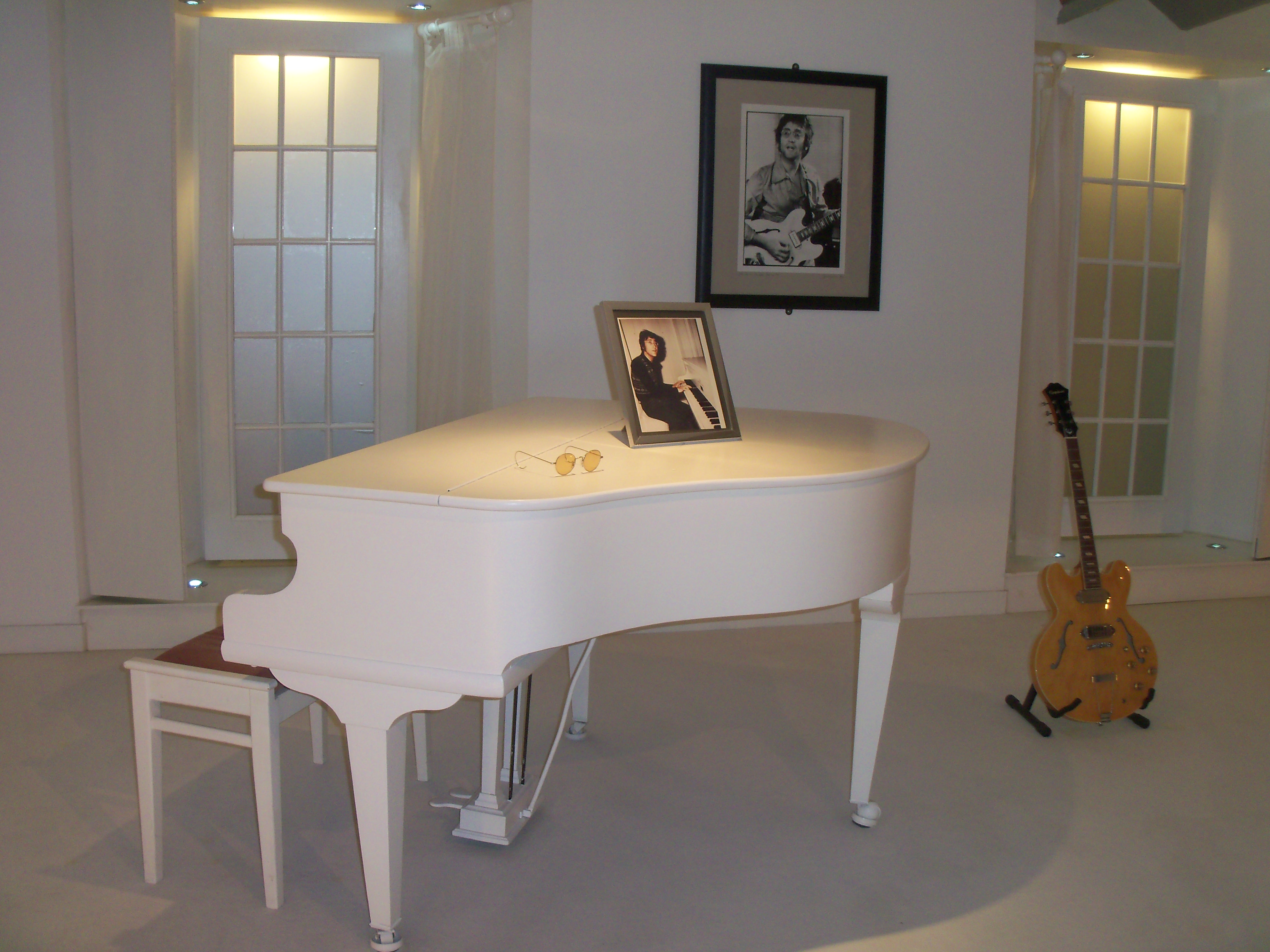
Imagine, la chanson la plus populaire de Lennon, a été composée dans la salle reconstituée sur cette photographie.

Depuis la mort de Lennon, c'est Yoko Ono qui gère son patrimoine. Elle produit ainsi un grand nombre d'albums posthumes du musicien, à partir d'enregistrements inédits. Lorsque à la fin des années 1990, Paul McCartney demande que Yesterday soit créditée « McCartney/Lennon » plutôt que « Lennon/McCartney », sur la compilation 1, Ono refuse. De même, elle s'implique, avec les Beatles encore en vie et l'épouse de George Harrison, dans la production du jeu The Beatles: Rock Band et, de façon générale, dans le devenir des intérêts du groupe. Ono gère également l'image de son défunt mari, ce qui provoque une polémique, en 2010, lorsque Lennon apparaît dans une publicité pour Citroën,.
Des objets appartenant au chanteur sont également disputés aux enchères. Ainsi, en 2000, le piano sur lequel il a composé Imagine est acheté par George Michael pour plus de deux millions de livres sterling. De même, en 2007, un collectionneur britannique achète une paire de lunettes ayant appartenu à Lennon, pour une somme tenue secrète. En 2010, le manuscrit de paroles de la chanson A Day in the Life est vendu pour 1,2 million de dollars.
En 2006, le magazine Forbes annonce que Lennon est la quatrième des personnalités mortes les plus riches.
Le 11 novembre 2020, Yoko Ono annonce que c'est son fils Sean Lennon qui gère à présent le patrimoine de son père. En 2024, celui-ci se mérite un Oscar pour le court métrage d'animation War Is Over! Inspired by the Music of John & Yoko (en) qu'il a co-écrit avec le réalisateur Dave Mullins.

#### Honneurs posthumes
De nombreuses chansons écrites par Lennon — pour les Beatles comme pour lui-même — ont été reprises, notamment Imagine (reprise notamment par Neil Young lors d'un concert en hommage aux victimes des attentats du World Trade Center le 21 septembre 2001). En 1999, un sondage de la BBC révèle que celle-ci est la chanson préférée des Britanniques. En 2002, un autre sondage de la même BBC le classe parmi en 5e place des « 100 plus grands héros britanniques ». Le magazine américain Rolling Stone classe Lennon en cinquième place des « meilleurs chanteurs de tous les temps » et 38e « plus grand artiste de tous les temps », alors que les Beatles arrivent premiers. Selon ce même magazine, deux de ses albums solo, Imagine et John Lennon/Plastic Ono Band, figurent parmi les 500 plus grands albums de tous les temps. Enfin, Lennon figure depuis 1987 au Songwriters Hall of Fame et, depuis 1994, au Rock and Roll Hall of Fame.
Liam Gallagher, le chanteur du groupe Oasis, considère pour sa part Lennon comme un héros, et a nommé son fils aîné Lennon Gallagher, en hommage au chanteur.

### Hommages et mémoriaux

#### Chansons
De nombreux artistes ont composé des chansons en son honneur. Par exemple, en 1982, dans l'album Hot Space de Queen, Freddie Mercury lui rend hommage dans la chanson Life Is Real (Song For Lennon). Scarabée, tiré de l'album M et J de Vanessa Paradis rend hommage à la vie de l'artiste. La chanson des Cranberries I Just Shot John Lennon évoque l'assassinat du chanteur, de même, la chanson Gosses en cavale de Patrick Bruel, l'onde de choc qui a suivi l'annonce de sa mort. La chanson Moonlight Shadow écrite par Mike Oldfield aurait également été partiellement inspirée par ce même évènement, du moins à un niveau inconscient.
Les ex-Beatles George Harrison et Paul McCartney ont chacun composé une chanson hommage à leur camarade disparu : le premier avec All Those Years Ago, publié sur son album Somewhere in England sorti en 1981, et le second avec Here Today, sur Tug of War sorti en 1982. McCartney a aussi publié la chanson Early Days en 2013, sur son album New, dans laquelle il raconte ses débuts avec son compagnon.
Elton John et Bernie Taupin, son collaborateur habituel, ont écrit Empty Garden (Hey Hey Johnny) que le chanteur publia en 45 tours et sur son album Jump Up! sorti en 1982. Une pièce instrumentale, écrite par Elton John à la suite de l'assassinat de Lennon, intitulée The Man Who Never Died, a été publiée en 1985 en face B d'un 45 tours couplée à Nikita. Elle sera incluse en piste bonus de la réédition CD de l'album Ice on Fire.
Paul Simon, auteur-compositeur-interprète natif de New York, a écrit la chanson The Late Great Johnny Ace qui raconte la mort de Johnny Ace et de John Lennon. Il l'a chantée pour la première fois en 1981 lors du concert à Central Park, à quelques pas du Dakota Building. Bien qu'elle soit présente sur la vidéo du spectacle, elle n'est pas incluse sur l'album live qui en est issu, mais sera réenregistrée pour son disque Hearts and Bones sorti en 1983.

#### Littérature
La scène de la première rencontre entre John Lennon et Paul McCartney le 6 juillet est représentée par Yves Sente et André Juillard dans la série de bande dessinée Blake et Mortimer, dans le tome La Machination Voronov, aux pages 54 et 55, où Mortimer demande à Paul où est le prêtre, puis se rend à la scène où John jouait pour le trouver.

#### Films de cinéma, documentaires et séries
Plusieurs films ont été réalisés sur John Lennon après sa mort. Ainsi, un téléfilm, Two of Us, romance une rencontre entre Lennon et McCartney à New York, après la séparation des Beatles. Plusieurs films reprennent également l'assassinat de John Lennon : The Killing of John Lennon et Chapitre 27, tous deux sortis en décembre 2007,. Dans ce dernier film, Lennon est incarné par Mark Lindsay Chapman, homonyme de son assassin. En 2009, les débuts de Lennon au sein des Quarrymen sont relatés dans le film Nowhere Boy, dont la sortie célèbre le 70e anniversaire du chanteur, en octobre 2010.
Des documentaires ont également été réalisés sur le chanteur, tels que Imagine: John Lennon, en 1988, composé d'images d'archives et d'extraits d'interviews et Les U.S.A. contre John Lennon en 2006, qui raconte les tentatives d'expulsion menées par Richard Nixon et son administration dans les années 1970. En 2019, John and Yoko: Above Us Only Sky, réalisé par Micheal Epstein, est diffusé par la chaîne A&E en Amérique et Channel 4 en Angleterre. Ce documentaire explore surtout l'année 1971 et l'enregistrement de l'album Imagine.
Dans la comédie uchronique Yesterday (2019) de Danny Boyle, le héros Jack se réveille dans un monde où les Beatles, entre autres, n'ont jamais existé et devient une star planétaire en interprétant leurs chansons, puisque personne ne croit qu'elles ne sont pas de lui. Dans ce monde parallèle, Jack parvient, à la fin du récit, à retrouver John Lennon, âgé de 78 ans, qui vit paisiblement retiré à la campagne, où il peint.
L'acteur Simon Pegg prête sa voix à John Lennon dans des segments animés du documentaire The Sparks Brothers (2021) consacré aux Sparks.
Dans la première saison de la web-série Epic Rap Battles of History, John Lennon affronte le présentateur télévisé de Fox News Bill O'Reilly.
En 2020, pour son 80e anniversaire, a été diffusé un documentaire intitulé Lennon's last Weekend, axé sur la dernière interview donné par Lennon à la BBC avec Andy Peebles deux jours avant son assassinat.
Le 9 octobre 2024, pour le 84e anniversaire de sa naissance, un documentaire intitulé Daytime Revolution est diffusé dans les salles de cinéma.

#### Mémoriaux

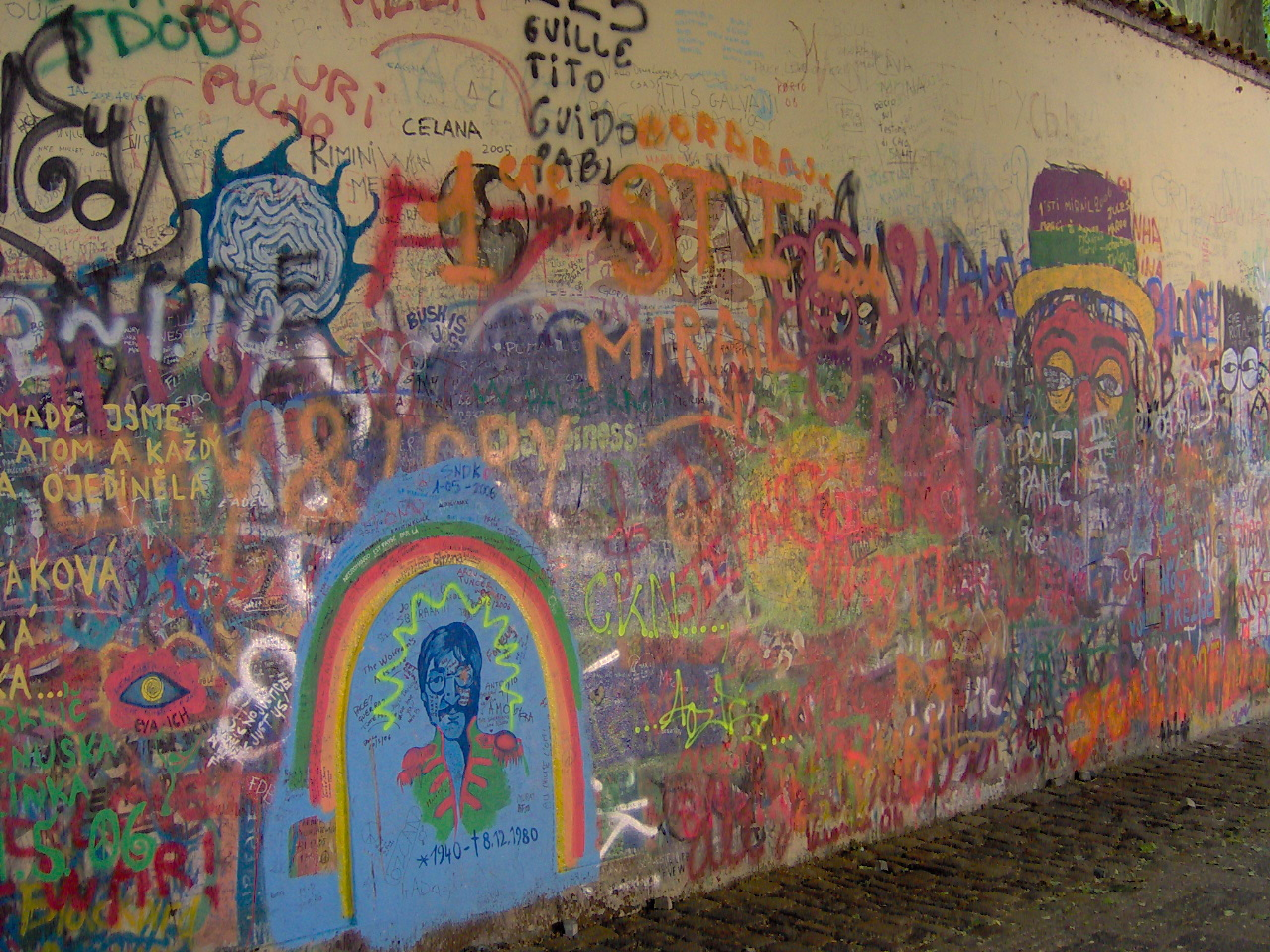
Le mur Lennon de Prague.

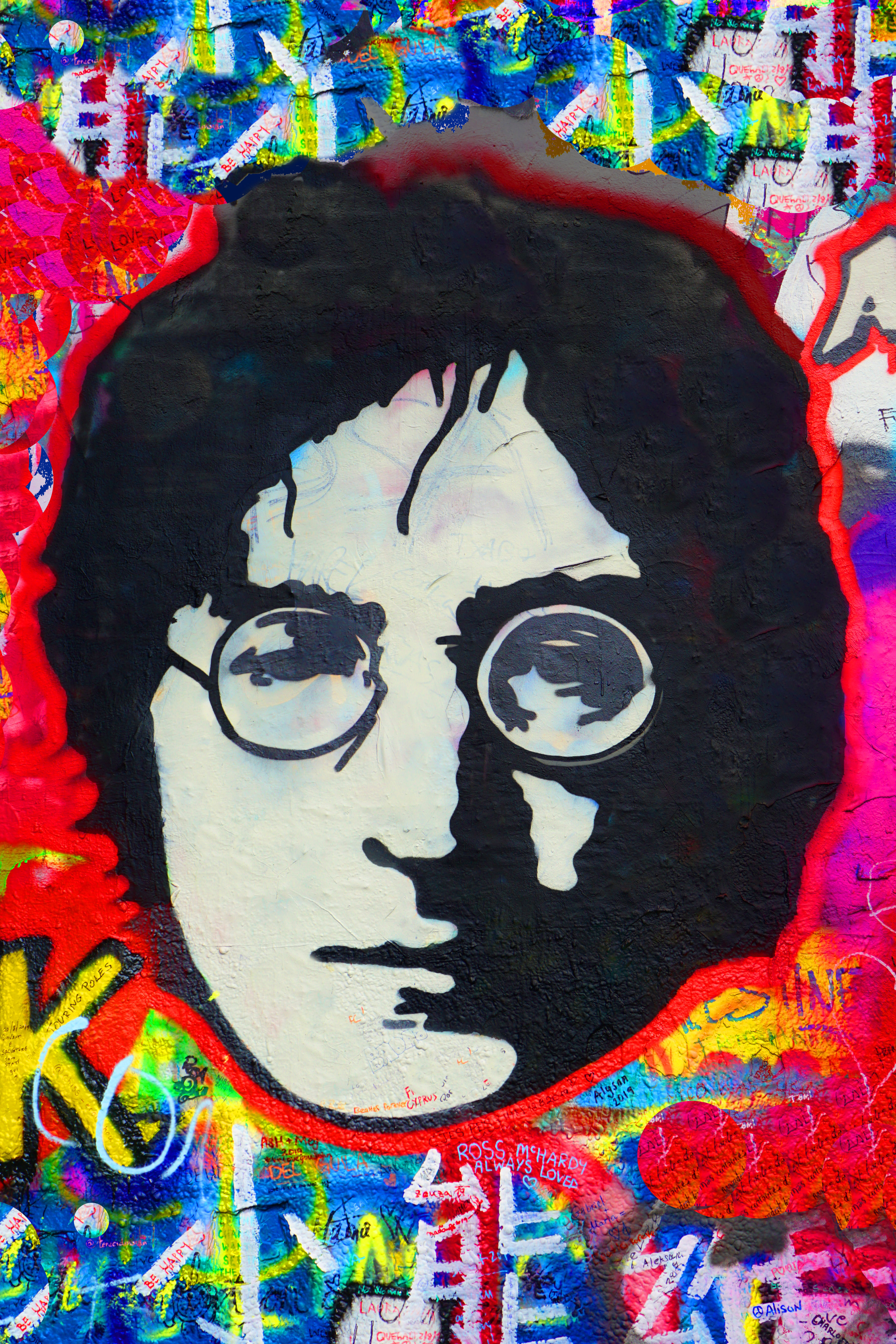
Image de street art de John Lennon sur le mur John Lennon à Prague, août 2019.

Depuis le milieu des années 1980, un mur de la ville de Prague continue d'être couvert de graffitis en son hommage et est devenu le mur Lennon.
En 1985, le mémorial Strawberry Fields est inauguré au Central Park de New York, à proximité du Dakota Building. Il est le théâtre de rassemblements réguliers pour célébrer les anniversaires de l'artiste.
Le parc John Lennon (en) ou Parque John Lennon est un parc public du district de Vedado de La Havane à Cuba. Sur l'un des bancs du parc se trouve une statue de John Lennon ; celle-ci fut inaugurée le 8 décembre 2000 par le président Fidel Castro. Une inscription près des pieds du banc dit : « Dirás que soy un soñador pero no soy el único, John Lennon », ce qui est une traduction des paroles de la chanson Imagine : « Tu peux dire que je suis un rêveur, mais je ne suis pas le seul ».
En 2002, l'aéroport de Liverpool, rénové, a été rebaptisé John Lennon Liverpool Airport. Une statue de Lennon, en bronze, est installée dans le hall d'enregistrement, tandis que la devise « above us only sky » (tirée des paroles d'Imagine) est peinte au plafond. À l'extérieur, un Yellow Submarine (en) géant accueille les automobilistes. Durant l'été 1958, Lennon a brièvement travaillé comme plongeur et serveur dans le restaurant Viscount de cette aérogare.
Des expositions lui ont été consacrées, dont John Lennon Unfinished Music, du 20 octobre au 25 juin 2006 à la Cité de la musique et Imagine, la ballade pour la paix de John & Yoko, une exposition temporaire au Musée des beaux-arts de Montréal, du 2 avril au 21 juin 2009.
En 2007, sur l'île Viðey dans la capitale islandaise Reykjavik, a été inaugurée la Tour Imagine Peace, un monument conçu par sa veuve Yoko Ono et qui projette un rayon lumineux en direction du ciel, chaque année entre le 9 octobre, la date de sa naissance, et le 8 décembre, celle de sa mort.
Le 12 août 2012, un hommage lui est rendu lors de la cérémonie de clôture des Jeux olympiques de Londres, avec sa chanson emblématique Imagine, interprétée par une jeune chorale, puis par John Lennon lui-même, apparaissant sur les écrans géants du stade olympique.

#### Astronomie
Un astéroïde découvert en 1983 par l'astronome Brian A. Skiff est baptisé (4147) Lennon en son honneur.

#### Numismatique
En 2010, une pièce de 5£ en argent, avec un tirage limité à 5 000 exemplaires a été créée par la Royal Mint dans la collection « Great Britons » à l'occasion du 70e anniversaire de sa naissance. Un exemplaire en or 24 carats a aussi été frappé et mis aux enchères.

#### Philatélie
En 2018, un timbre postal à l'effigie de John Lennon a été émis par le service postal des États-Unis, basé sur une photo de Bob Gruen datant de 1974.